# Tesla Model S
El Tesla Model S es un automóvil eléctrico producido por el fabricante estadounidense Tesla, Inc., que inició sus entregas en el mercado estadounidense el 22 de junio de 2012. Es un sedán para 5 plazas.
En 2012 el modelo base tenía un motor cuya batería de 60 kWh (216 MJ) producía 345 HP (350 CV; 257 kW), con una autonomía de 338 km (210 millas) y capaz de acelerar de 0 a 100 km/h (0 a 62 mph) de 5.8 segundos. En 2019 el modelo P100DL con 100 kWh (360 MJ), aceleraba de 0 a 100 km/h (0 a 62 mph) en 2.3 segundos y tenía una autonomía según la EPA de 555 km (345 millas).
En 2020 la versión Long Range Plus tenía una autonomía según la Agencia de Protección Ambiental de los Estados Unidos (EPA) de 647 km (402 millas), que era la mayor para un coche eléctrico de serie.
En junio de 2021 la versión Plaid fue el coche de serie con menor tiempo en un 1/4 de milla (402 m) con 9.34 segundos y una aceleración de 0 a 100 km/h (0 a 62 mph) en 1.99 segundos.
Opcionalmente dispone de ayudas de manejo bajo el nombre de Autopilot que se mejoran y se ponen al día con las actualizaciones remotas, tales como: OTA, Over The Air Updates, etc. Permiten mantener la velocidad, la distancia con el vehículo precedente, el carril, cambiar de carril, tomar la salida de la autopista indicada en la ruta y en un estacionamiento puede acudir autónomamente hasta donde está el propietario. En el futuro verá los semáforos y señales de tráfico y actuará en consecuencia para alcanzar el manejo autónomo total "FSD".

## Vista general
Es un sedán eléctrico de alta gama. Sigue el plan de negocio de Tesla Motors para expandir su mercado hacia vehículos más asequibles que su deportivo Tesla Roadster, del que se vendieron 2300 unidades.
Fue diseñado por Franz von Holzhausen, quien anteriormente trabajó en Mazda. El chasis, carrocería, motor y almacenamiento de energía son propios de Tesla Motors.

### Historia
Fue nombrado en clave WhiteStar durante su desarrollo y fue anunciado en una rueda de prensa el 30 de junio de 2008.
El prototipo se mostró en una conferencia de prensa el 26 de marzo de 2009.
En abril de 2016 Tesla cambió el morro negro por otro del color de la carrocería. El diseño era similar al del Model X y también instaló faros led adaptativos y un sistema de filtro HEPA para el habitáculo. El cargador interno aumentó de 40 A a 48 A.
En junio de 2017 Tesla dejó de vender baterías de 90 kWh (324 MJ) y sus modelos llevaban baterías de 100 kWh (360 MJ).
En marzo de 2018 actualizó su Media Control Unit (MCU) a la versión 2. MCU 2 mejoró la respuesta de la pantalla de 17 pulgadas (43,2 cm) permitiendo las funciones de Tesla Arcade y Tesla Theater.
En mayo de 2018 Tesla hizo público parte del código fuente del Tesla Model S en el repositorio github como cumplimiento de su licencia de software y en colaboración con la Software Freedom Conservancy.

### Fábrica Tesla

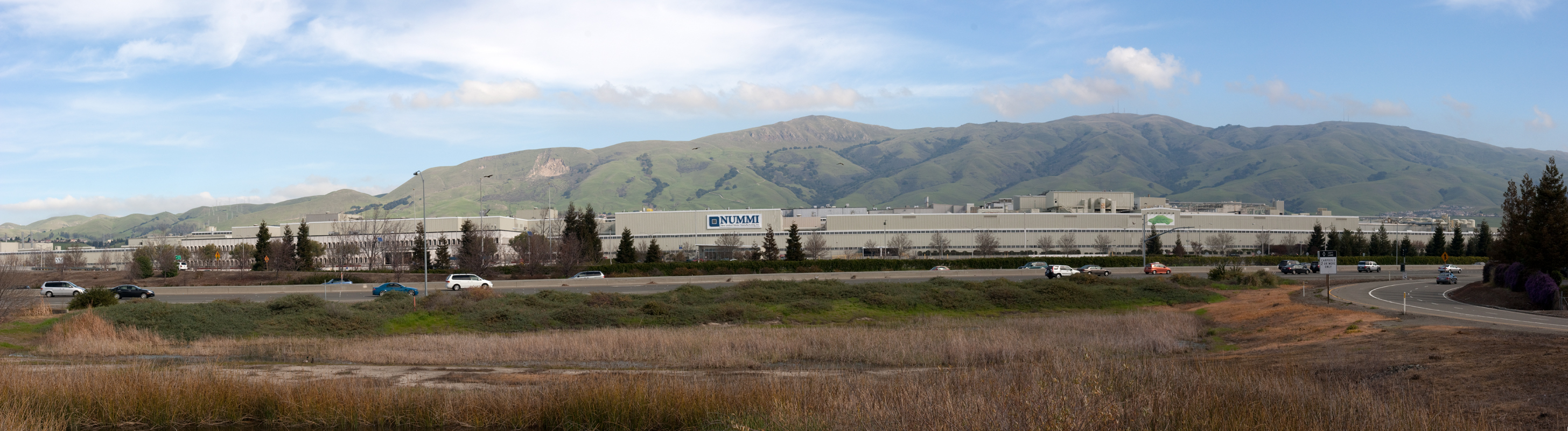
La planta en Fremont, California.

La fábrica Tesla está en Fremont (California). Originalmente fue de General Motors que la cerró en 1982. En 1984 fue reabierta y operaba conjuntamente por Toyota y GM. Se la conocía como New United Motor Manufacturing Inc. (NUMMI). La planta funcionó durante 25 años produciendo 8 000 000 vehículos hasta que GM se retiró en 2009.
En 2010 Tesla compró la mayoría de las plantas de fabricación por US$42 000 000 (equivalente a $58 683 351 en 2023), incluyendo las prensas de carrocería y las máquinas de inyección de plástico. El gobierno de Barack Obama concedió un préstamo federal por US$465 000 000 (equivalente a $649 708 530 en 2023) con el que la compañía comenzó a reacondicionar la fábrica. En mayo de 2013 devolvieron totalmente el préstamo con un pago de US$451 800 000 (equivalente a $590 954 400 en 2023).
Compraron la prensa de estampado más grande de Norteamérica. La mayor parte de las piezas estampadas y de aluminio se fabrican en la planta. Más del 90% de las piezas de plástico del Model S se producen en la planta.
En la planta se fabrican más piezas del Model S que las que se hacían para el Toyota Corolla que se producía anteriormente en la fábrica.
En junio de 2012 Tesla empleaba a más de 2,000 trabajadores.
El 31 de diciembre de 2013 tenía 5,859 empleados.
A 31 de diciembre de 2019 Tesla empleaba a 48 016 trabajadores a tiempo completo en todo el mundo.

### Diseño

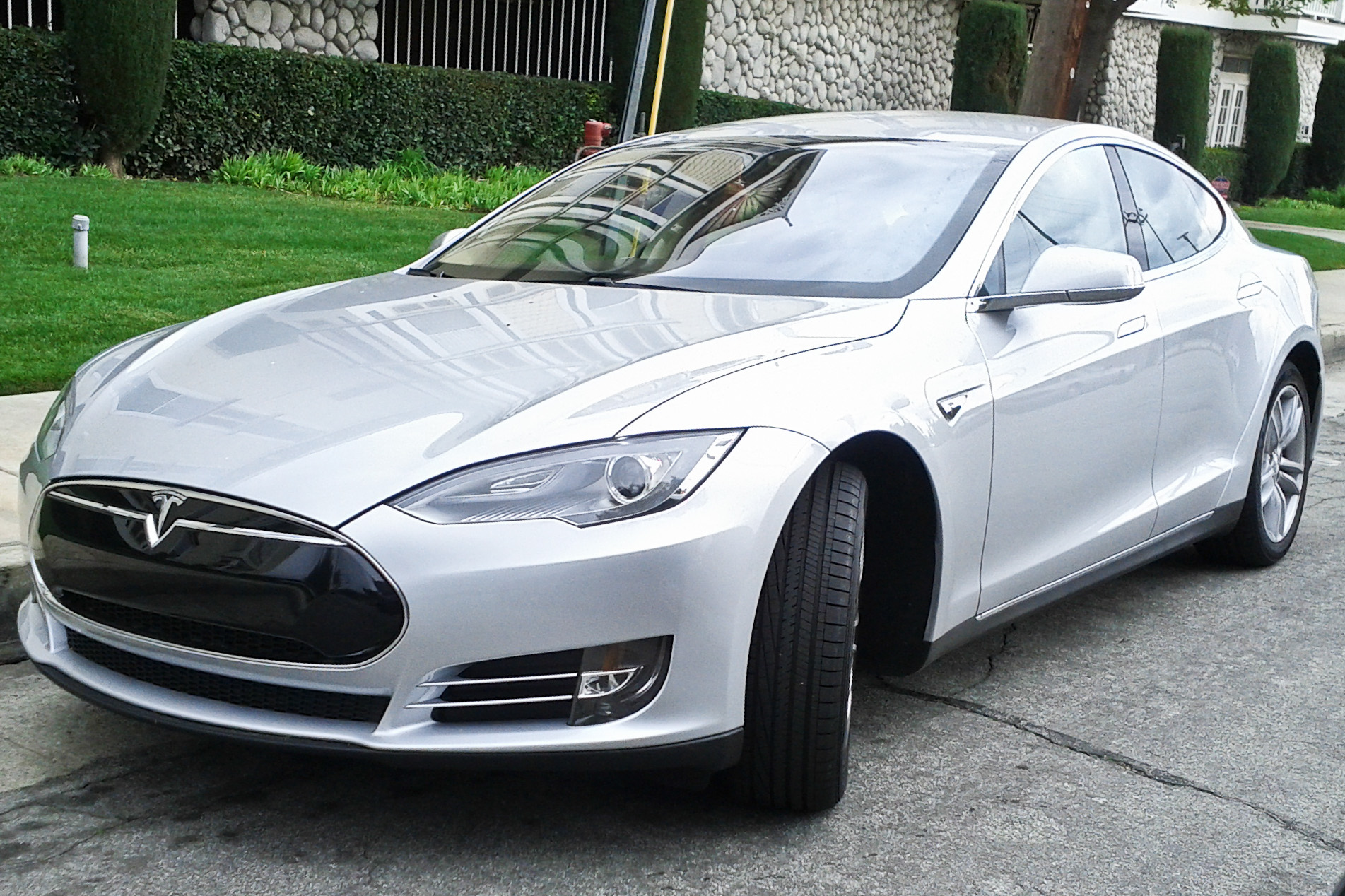
En 2013.

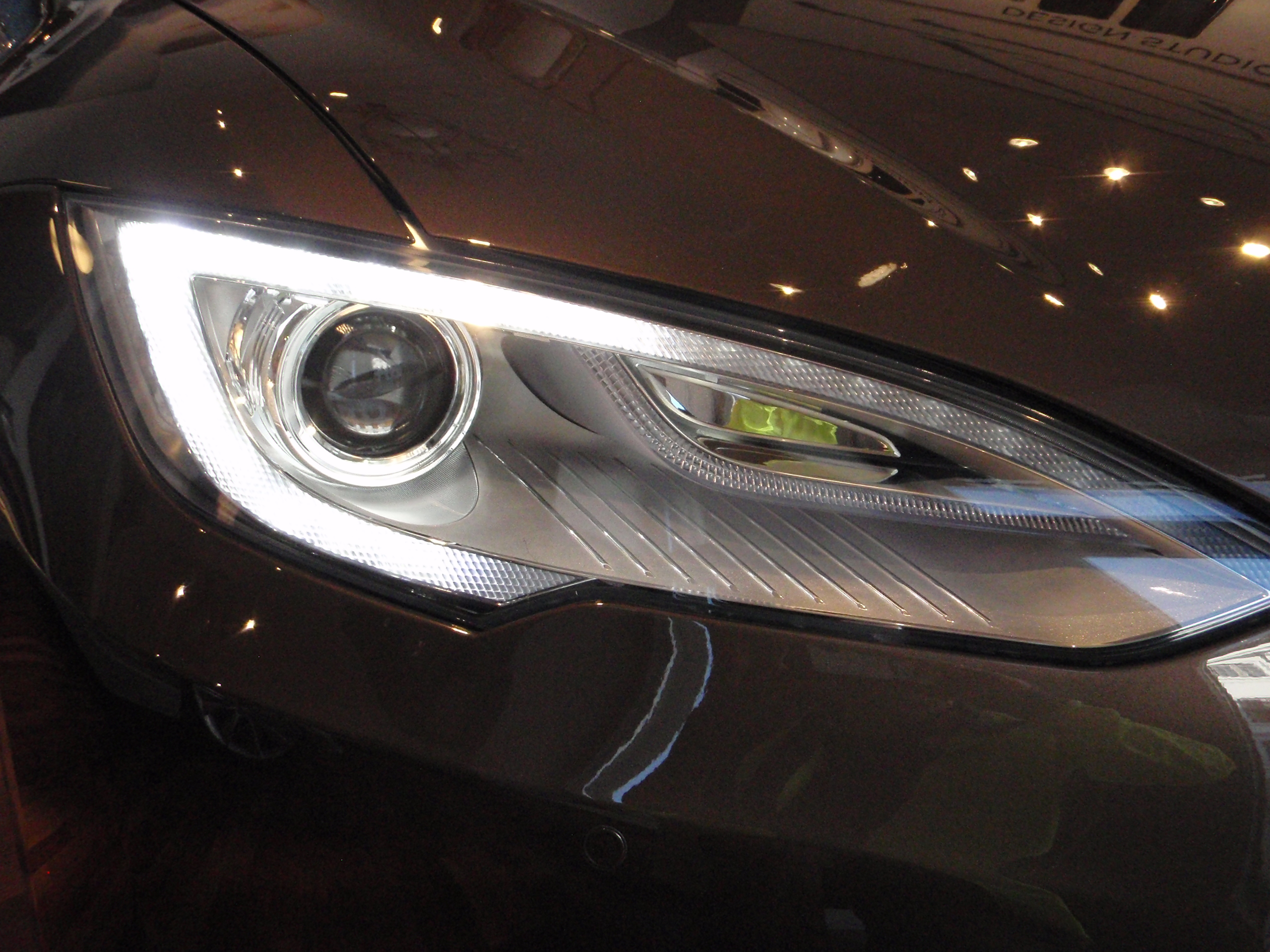
Faro.

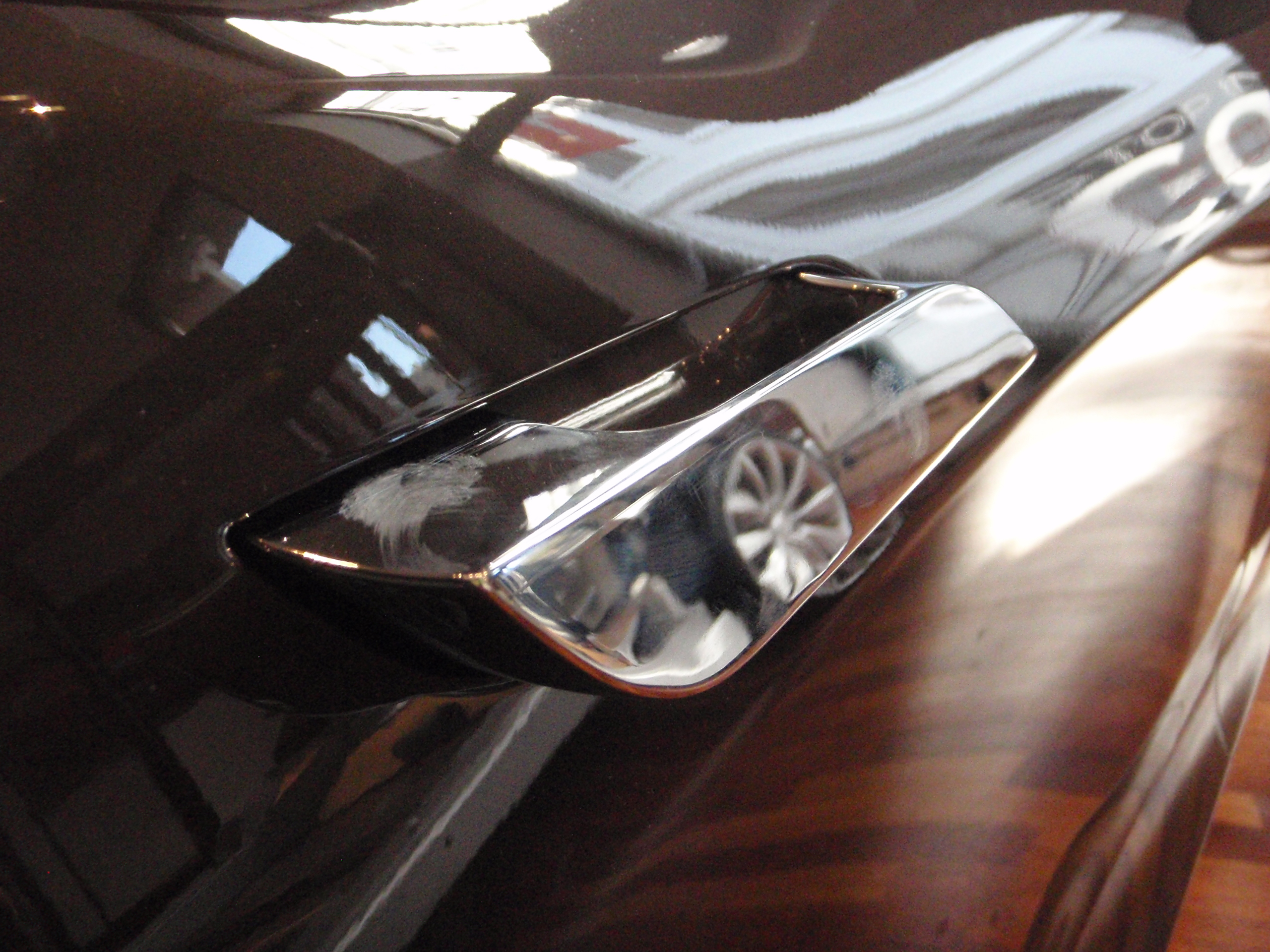
Manija de puerta retráctil

Franz von Holzhausen es el responsable del departamento de diseño de Tesla Motors. En el Volkswagen Design Center California fue asistente del Jefe de Diseño y estuvo involucrado en los proyectos Concept One y Microbus. En General Motors diseñó el Pontiac Solstice y el Saturn Sky.
El 21 de febrero de 2005 entró a trabajar en Mazda y diseñó el prototipo del Kabura. También trabajó en los prototipos Nagare y Furai.
El 31 de julio de 2008 dejó Mazda North American Operations para incorporarse a Tesla Motors.
En los inicios de la fabricación del Model S estuvieron:
- Huibert Mees en el departamento de carrocería, que había diseñado la suspensión del automóvil superdeportivo Ford GT.
- Gilbert Passin como jefe de producción, que había dirigido las operaciones de ingeniería y producción de Toyota Norteamérica.
- Graham Sutherland que había pasado 23 años ajustando y afinando motores en Lotus Cars.
- George Blankenship, como vicepresidente de Tesla, Director de Ventas y fue quien diseñó de las Apple Stores (tiendas Apple).[24]

Al 31 de diciembre de 2013 Tesla ya tenía 203 patentes y 280 pendientes de aprobación.
El Cd del Model S es de 0.24.  Este es el menor de los coches de serie fabricados en 2012. Tesla solicitó a los reguladores estadounidenses sustituir los retrovisores exteriores por cámaras y en 2 años no obtuvieron respuesta.
El centro de gravedad con dos ocupantes está a 445 mm (17,5 pulgadas) del suelo; esto es similar al del superdeportivo Ford GT.
El paquete de baterías tiene 10 cm (3,9 pulgadas) de grueso y está bajo el suelo protegido por una plancha de titanio de 6.35 mm de grosor.

## Especificaciones

### Dimensiones

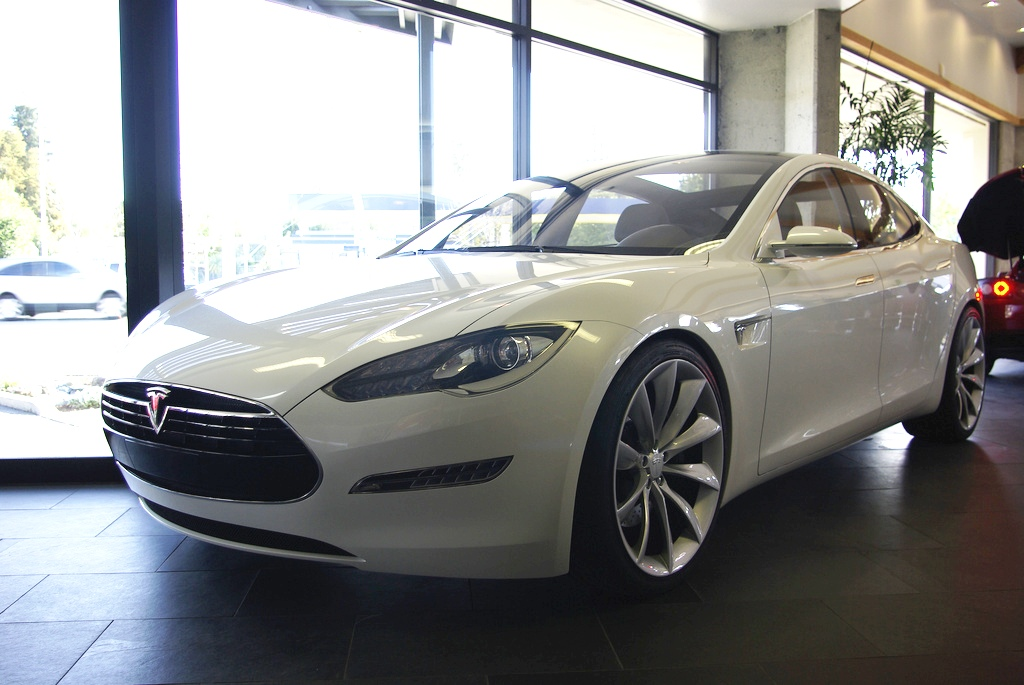
Sedán.

- Capacidad de la cajuela trasera con los respaldos abatidos: 1869 L (66,0 pies cúbicos).
- Ancho interior delantero a la altura de los hombros: 1463 mm (57,6 pulgadas).
- Ancho interior trasero a la altura de los hombros: 1397 mm (55,0 pulgadas).
- Ancho exterior con retrovisores: 2189 mm (86,2 pulgadas).[28]

### Carrocería y chasis

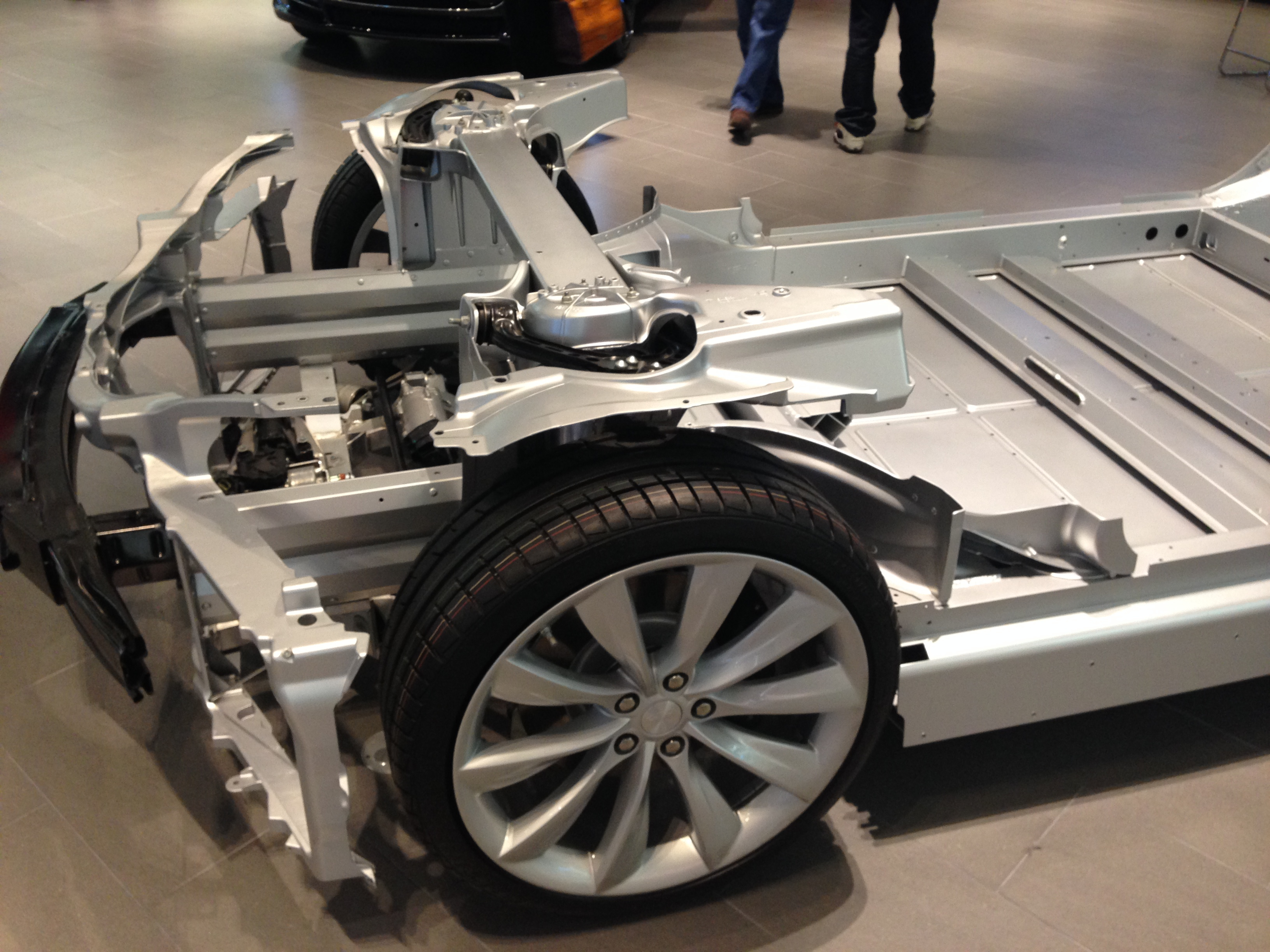
Subchasis delantero.

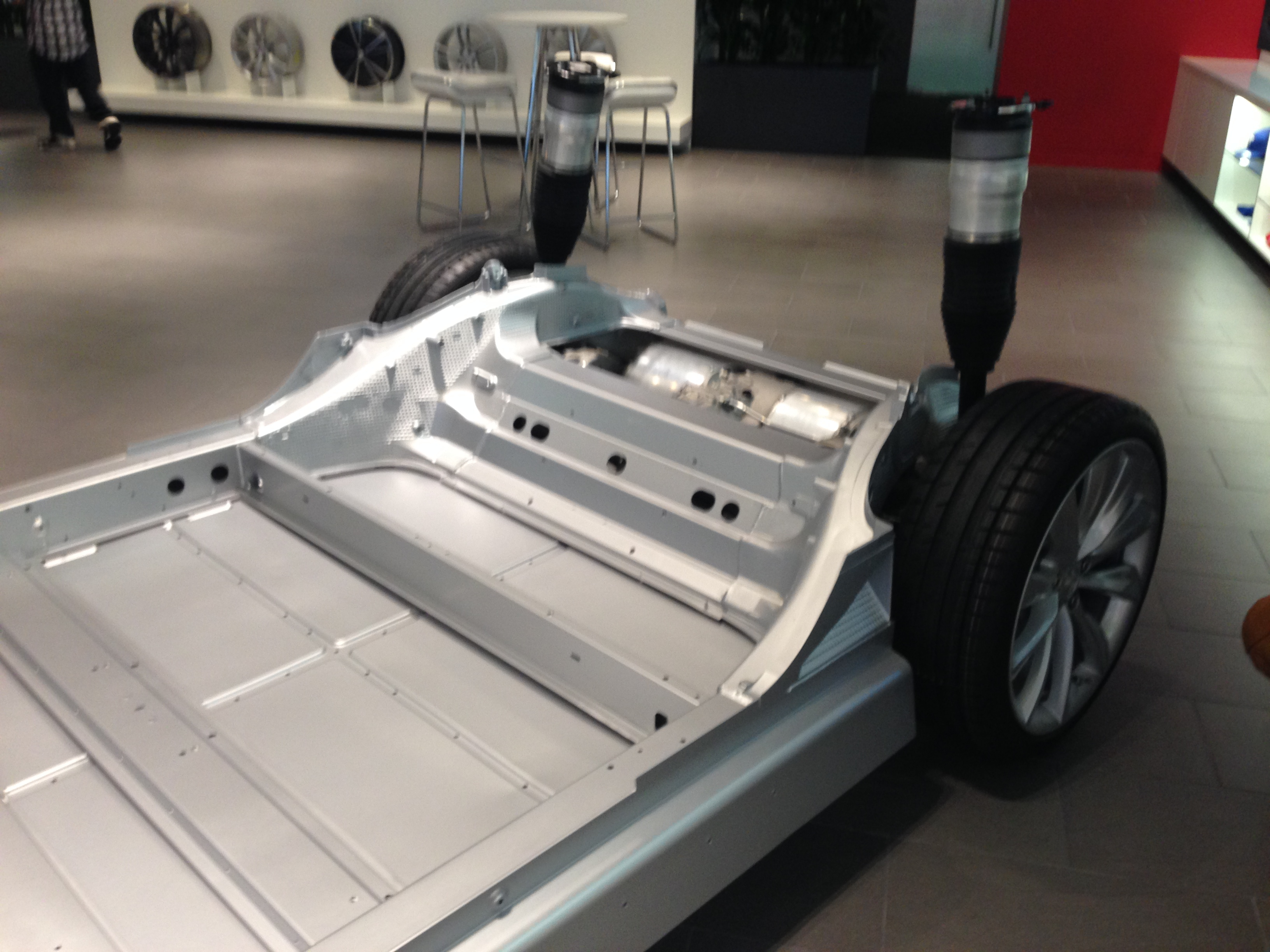
Subchasis trasero.

El 97% de la carrocería es de aluminio ligero reforzado con elementos de acero al boro.
- El parabrisas está equipado con bloqueo para radiación ultravioleta e infrarroja.
- Sensor de lluvia.
- Cristales delanteros laminados y sin marcos.
- Rines de aluminio de 19 pulgadas (48,3 cm) con neumáticos 245/45.
- Techo de aluminio. A finales de 2016 se introdujo la opción de un techo de cristal sin barra horizontal entre los pilares B.
- Luces de halógeno de cruce con encendido automático.
- Luz de circulación diurna tipo led delanteras.
- Luces de posición traseras y de freno tipo led.[28]

### Baterías

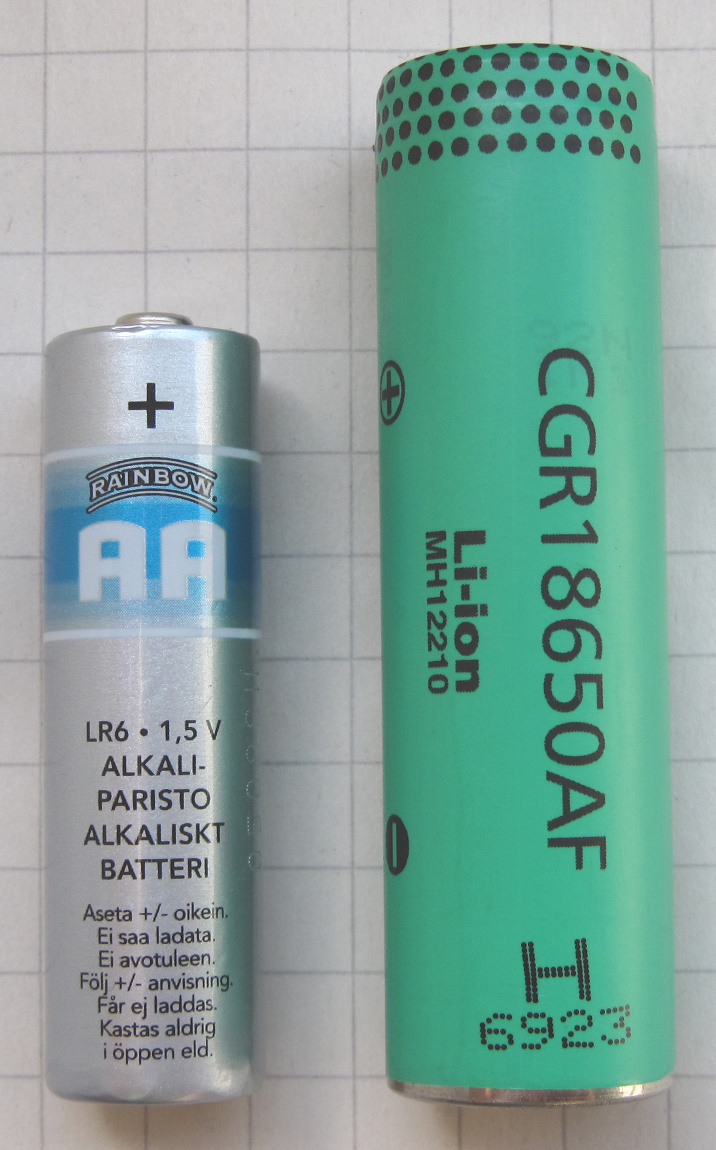
Batería recargable Panasonic 18650 (a la derecha) comparada con una AA (LR6).

El paquete de baterías es plano y está en el suelo del coche entre los ejes. Proporciona 400 V en corriente continua (DC). Está formado por miles de baterías de iones de litio sumando una capacidad de 60 kWh (216 MJ), 75 kWh (270 MJ), 90 kWh (324 MJ) o 100 kWh (360 MJ), según versiones. Está refrigerado por líquido para evitar su sobrecalentamiento y para optimizar su funcionamiento. La energía específica del paquete, incluyendo las celdas, la carcasa, electrónica y refrigeración, es de 156 Wh (562 kJ)/kg.
El paquete de baterías tiene una estructura que le proporciona una enorme rigidez frente a la torsión, incrementando la rigidez del habitáculo y mejorando la seguridad pasiva. Como es el elemento más pesado hace que el centro de gravedad del vehículo esté a solamente 460 mm (18,1 pulgadas) proporcionando una gran protección frente a una volcadura.
El paquete de 85 kWh (306 MJ) contiene 7104 celdas repartidas en 16 módulos cableados en serie. El conjunto de las celdas pesan 325 kg (717 libras) en total.
El paquete está formado por baterías de ion de litio Panasonic 18650 de 3.1 Ah de capacidad cada una. El paquete de 85 kWh (306 MJ) contiene 7104 baterías agrupadas en 16 módulos. Cada batería pesa 46,5 g (1,6 onzas) y tiene 18,2 mm (0,72 pulgadas) de diámetro y 65,1 mm (2,56 pulgadas) de largo con un voltaje nominal de 3.6 V. La capacidad nominal mínima es de 2950 mAh y la capacidad nominal típica es de 3070 mAh.
El sistema de refrigeración de las baterías trata de mantener la temperatura de las baterías siempre por debajo de 35 °C (95 °F) para conseguir una temperatura media de 25 °C (77 °F).
Para evitar los estados de carga muy altos o muy bajos el sistema de control no permite superar el 95% de la carga máxima ni bajar del 2%.
Si la temperatura exterior está por debajo de 0 °C (32 °F) el sistema de control calentará el paquete de baterías antes de proceder a la recarga.
En noviembre de 2012 Tesla anunció que el precio para reemplazar el paquete de baterías sería de US$10 000 (equivalente a $13 271 en 2023) para el de 60 kWh (216 MJ) y de US$12 000 (equivalente a $15 926 en 2023) para el de 85 kWh (306 MJ).

#### Degradación de la batería
La batería pierde capacidad con los ciclos de carga y el paso del tiempo. Un ciclo se completa cuando múltiples cargas acumulan un 100%. Por ejemplo, cargar 5 veces de un 70% a un 90% cuenta como un ciclo.
El profesor Jeff Dahn, quien es un experto en baterías, afirmó que la degradación de la batería sería similar si se carga de un 30% a un 70% 150 veces o de un 10% a un 70% 100 veces.
Merijn Coumans actualiza un fichero de datos de cientos de usuarios de Tesla en el que notifican la degradación de su batería. La medida se toma realizando una carga desde el 0% al 100% y anotando la autonomía típica indicada por el coche. Esta cifra se compara con la autonomía típica cuando el modelo era nuevo.
Las gráficas resultantes muestran una línea de tendencia en la que la batería mantiene un 93% de su capacidad a los 220 000 km (136 700 mi).
Esto indica una alta probabilidad de que las baterías de Tesla mantengan más del 70% de su capacidad cuando superen los 500 000 km (310 700 mi).
La lenta degradación de las baterías de Tesla comparada con las de otros vehículos eléctricos se explica por el sistema de gestión de las baterías (BMS) que incluye una refrigeración líquida uniforme para todo el paquete de baterías. Otros vehículos eléctricos solo cuentan con una refrigeración por aire que en temperaturas extremas no consigue mantener las baterías en su rango de funcionamiento óptimo.

#### Reciclaje de baterías
Las baterías de iones de litio de Tesla contienen pequeñas cantidades de níquel y cobalto, cuya extracción y refinación pueden tener impactos medioambientales. Al final de la vida útil de la batería se puede reciclar mediante procesos hidrometalúrgicos, pirometalúrgicos o de reciclaje directo.
Tesla afirma reciclar todas las baterías que se devuelven a la compañía. En 2020 recuperó 1300 toneladas (2 866 012 libras) de níquel, 400 toneladas (881 850 libras) de cobre y 80 toneladas (176 370 libras) de cobalto, lo que supuso recuperar un 92% de los materiales para la producción de nuevas baterías.
Desde 2008 Tesla trabajó con ToxCo/Kinsbursky en Estados Unidos y con Umicore en Europa para reciclar baterías de iones de litio gastadas siguiendo directivas de RoHS (Restriction of Hazardous Substances Directive).
En 2017 el anterior director de tecnología de Tesla J. B. Straubel y Andrew Stevenson, anterior gestor de proyectos especiales en Tesla, fundaron la empresa de reciclaje de baterías Redwood Materials.

#### Impacto medioambiental
La fabricación de un coche eléctrico tiene unas emisiones de gases de efecto invernadero (GHG) ligeramente mayores que las de uno equivalente de combustión. Sin embargo, si carga en una red eléctrica media el coche eléctrico tendrá unas emisiones menores tras recorrer 8600 km (5344 millas). Las redes eléctricas cada vez usan más renovables por lo que las emisiones de GHG de un coche eléctrico decrecen con el tiempo. Si se carga con energía renovable las emisiones son nulas.

### Propulsión

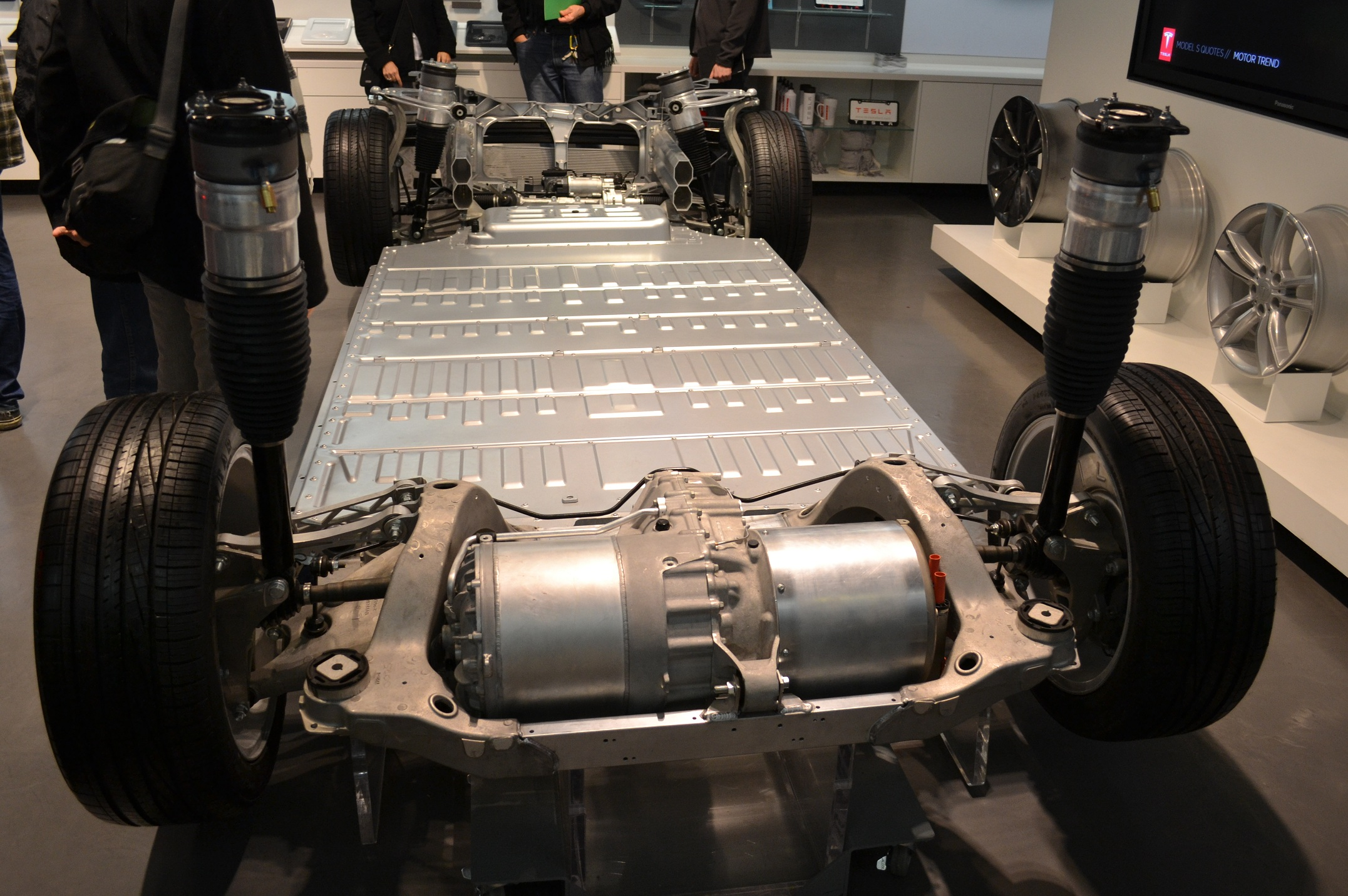
Motor, reductora, inversor y baterías

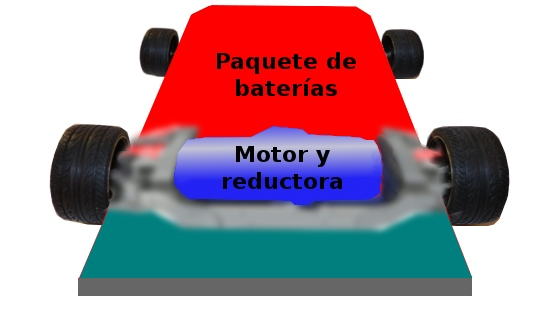
Motor, reductora, inversor y baterías

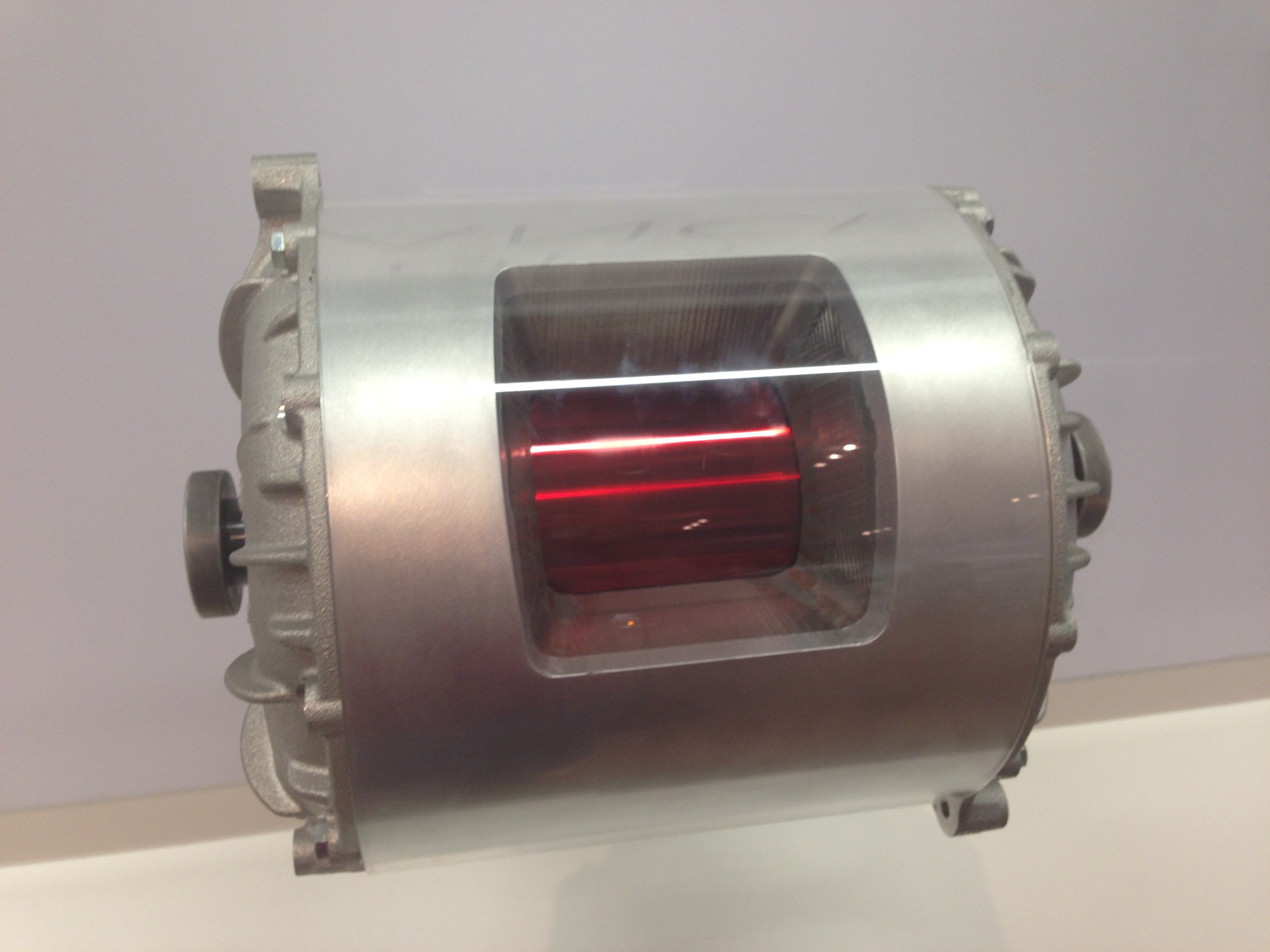
Corte del motor del Model S.

El motor eléctrico, la reductora y el inversor de potencia forman un conjunto situado en el eje trasero. Los modelos D (Dual Motor) tienen un motor en el eje delantero y otro en el trasero. Los automóviles de tracción integral convencionales distribuyen la potencia hacia las ruedas desde un motor mediante un complejo sistema de transmisión mecánica. El Model S Dual Motor controla de un modo digital e independiente el par máximo hacia las ruedas delanteras y traseras. El control de tracción y respuesta en todo tipo de condiciones no tiene precedentes. El sistema puede poner en reposo uno de los motores para conseguir una mayor eficiencia. Los motores eléctricos son trifásicos de inducción AC con rotor de cobre y tiene 4 polos. Giran hasta 15000 rpm.
Los motores de inducción AC son más complejos de controlar. El inversor toma información de un sensor de velocidad y mediante unas leyes de control trata de conseguir estabilidad en todos los rangos de par máximo y velocidades. El inversor está situado en el mismo eje que el motor. La reductora tiene una relación de 9.73:1 en los Model S de tracción trasera. Cambiando electrónicamente dos de las fases del motor el sentido de giro se invierte y se consigue la marcha atrás sin usar engranajes adicionales.
En marzo de 2017 el P100D Ludicrous consiguió ser el coche de serie más rápido en acelerar de 0 a 60 mph (0 a 97 km/h) con 2.28 segundos, según las pruebas de Motor Trend.
El coche está diseñado para un uso normal y no para los circuitos. Para proteger a la batería del sobrecalentamiento Tesla limita las veces que se puede usar el modo "ludicrous" en un cierto tiempo.
Según Motor Trend al seleccionar la opción "Ludicrous" se inicia un proceso de acondicionamiento de la batería y del motor que dura unos minutos. Para repetir un lanzamiento hay que esperar un mínimo de 10 minutos. El motor proporciona una potencia de freno regenerativo de más de 60 kW (82 CV), lo que reduce la energía consumida y mejora la vida de los discos y pastillas de freno.
En abril de 2019 Tesla comenzó a usar su sistema de propulsión Raven en el Model S y Model X Performance. Como motor delantero usa el motor de imán permanente de reluctancia síncrona del Model 3. También incluye la suspensión neumática adaptativa.

### Transformaciones eléctricas
El paquete de baterías proporciona 400 V (DC) de corriente continua. El motor funciona con corriente alterna (AC). El convertidor DC-AC situado en el eje trasero transforma la corriente continua (DC) en corriente alterna (AC). El convertidor DC-AC situado junto a la rueda delantera derecha transforma parte de la electricidad del paquete de baterías de 400 V a 12 V para recargar la batería de 12 V (35 Ah). También se encarga de gestionar la recarga del paquete de baterías desde el freno regenerativo.

### Bomba de calor y «octovalve»

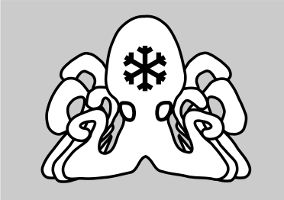
Dibujo impreso en «Octovalve».

En los primeros años Tesla utilizó resistencias eléctricas para la calefacción, que en el Model 3 tenían una potencia de 7 kW. La ventaja es que calientan mucho y muy rápido, pero a costa de reducir la autonomía con temperaturas bajas. En el Tesla Model Y se diseñó un sofisticado sistema de bomba de calor con una válvula óctuple («octovalve»). Usando técnicas Printed Circuit Board (PCB: Placa de circuitos impresos) se diseñó el intercambiador de calor que hubiese sido físicamente imposible realizar con los medios habituales. Usa un bucle local para su activación rápida y para extender el rango de temperaturas usable.
Las bombas de calor funcionan al revés que el aire acondicionado: capturan calor del exterior y lo introducen en el interior. Comparadas con las resistencias eléctricas tienen un coeficiente de eficiencia 3 veces mejor hasta temperaturas de unos −3 °C (26,6 °F) en que ya no pueden capturar suficiente calor del ambiente. En septiembre de 2018, Tesla registró una patente mediante la cual el compresor de la bomba de calor y/o el soplador pueden funcionar de forma ineficiente, produciendo pérdidas en forma de calor, que se llevan al interior del habitáculo. Esto evita que se tengan que usar resistencias eléctricas de alto consumo para la calefacción, lo que perjudicaría su autonomía.
Como huevo de Pascua en hardware la válvula óctuple (octovalve) tiene impresa en relieve una caricatura de un pulpo con el símbolo estrellado de un copo de nieve. En tres meses de 2020 Tesla realizó 13 cambios de diseño en el sistema octovalve que llevó a la producción, incluyendo una carcasa de material acústico para reducir el ruido producido por la bomba de calor. Desde 2020 el Tesla Model S utiliza una bomba de calor y octovalve.

### Asistencias
- Control de estabilidad (ESP).
- Control de tracción.[28]

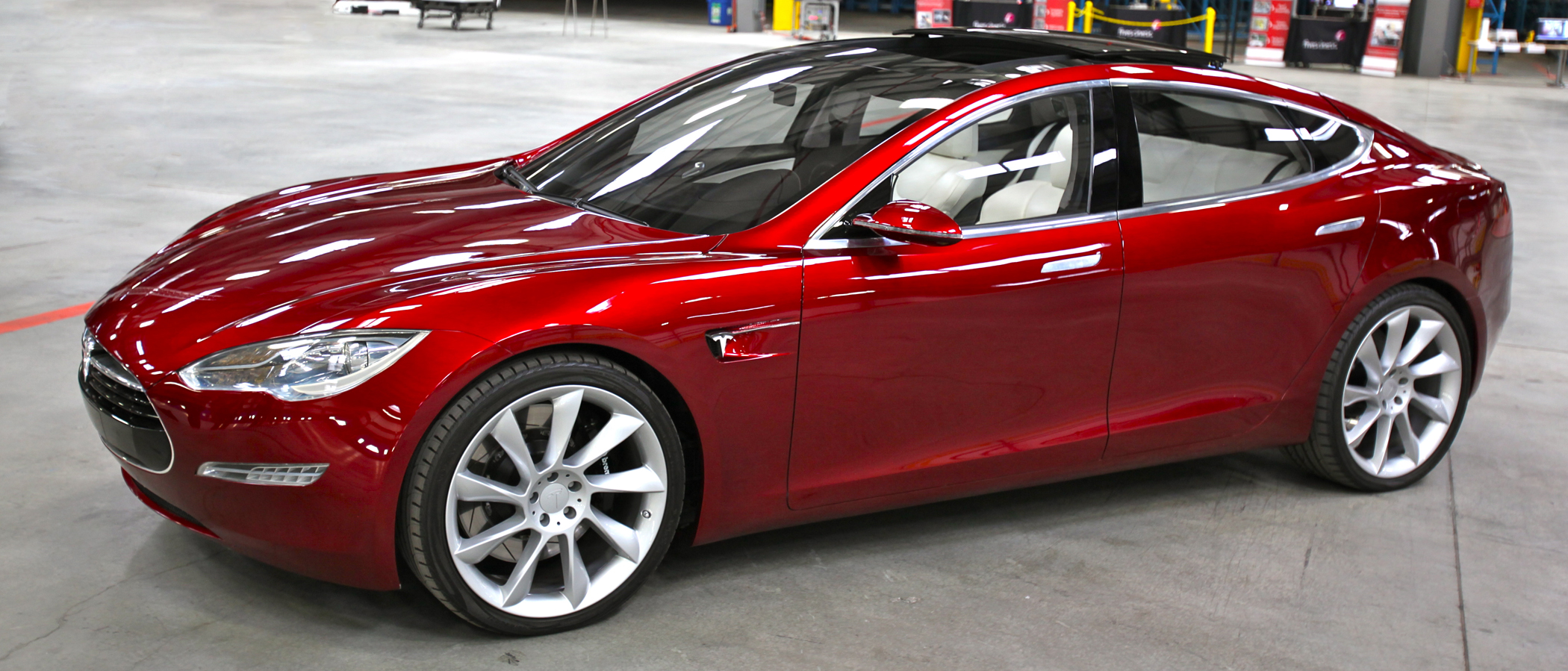
Prototipo de preproducción en la planta de Fremont, California.

En un coche normal las luces de freno se encienden cuando se aprieta el pedal del freno. Sin embargo, en el Model S al levantar el pie del acelerador el freno regenerativo puede frenar el coche rápidamente. Un acelerómetro mide la desaceleración y enciende las luces de freno a partir de un cierto valor de desaceleración.

### Suspensión
- Suspensión de doble horquilla delantera, eje virtual de dirección y muelles helicoidales.
- Suspensión independiente trasera multibrazo también con muelles helicoidales.

La suspensión activa por aire Active Air Suspension se ajusta continuamente a las condiciones de la carretera y de la velocidad. Cuando la velocidad aumenta, la suspensión baja para mejorar la aerodinámica y la autonomía. Desde la pantalla táctil se puede ajustar la altura para circular por nieve o pendientes muy pronunciadas.

### Recarga

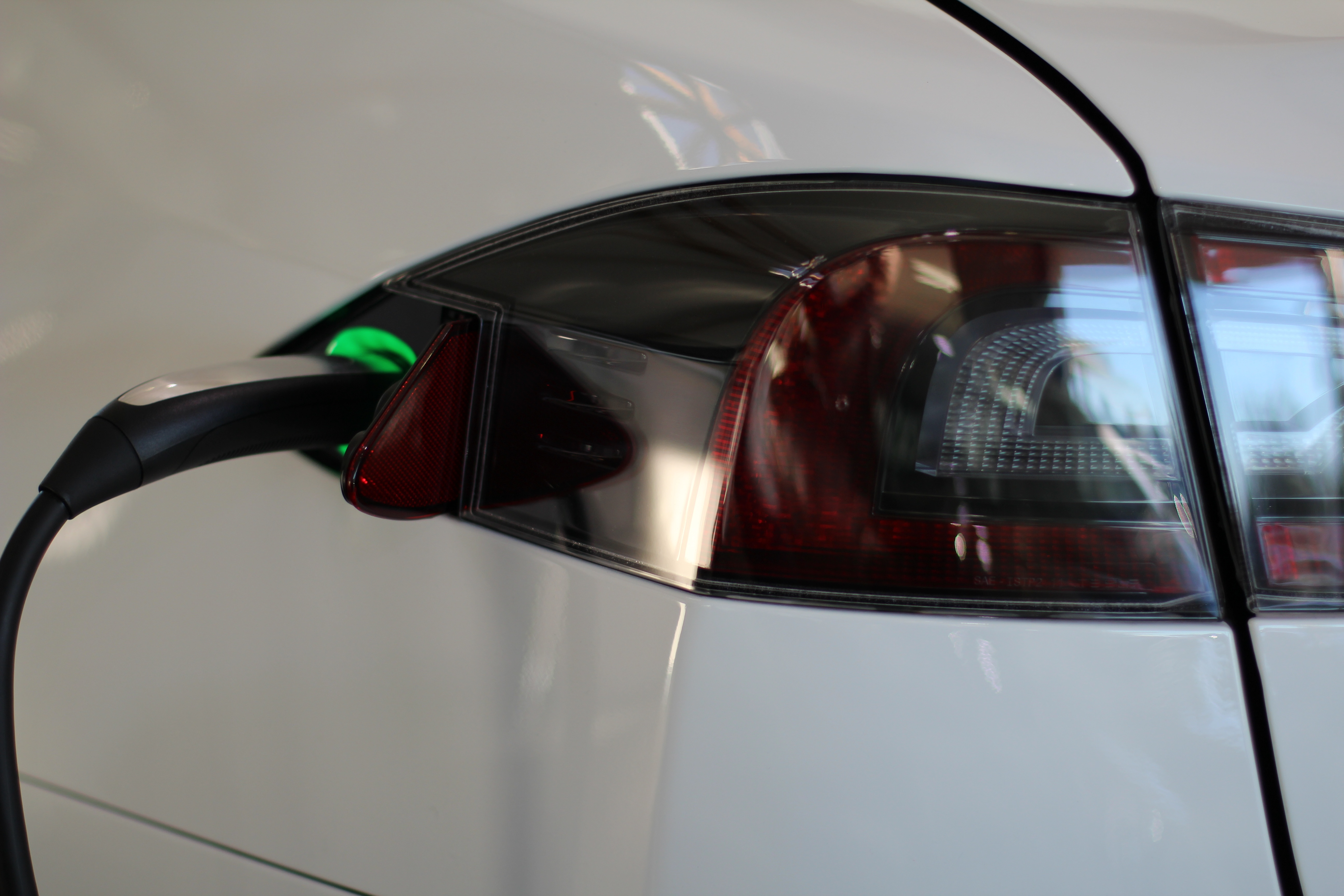
Puerto de carga en la parte trasera izquierda.

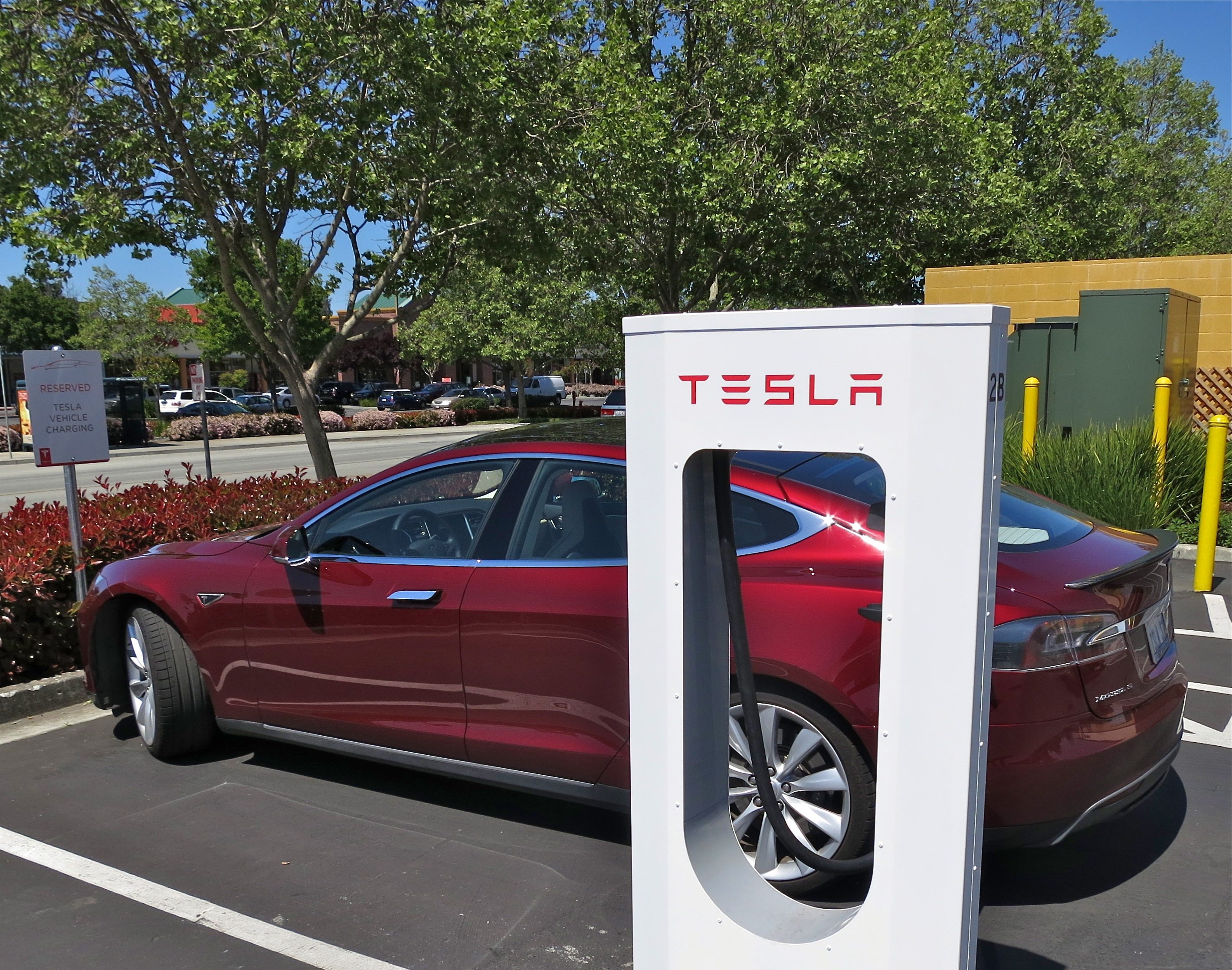
Recargando en la estación de carga rápida (Supercharger network) en Gilroy (California).

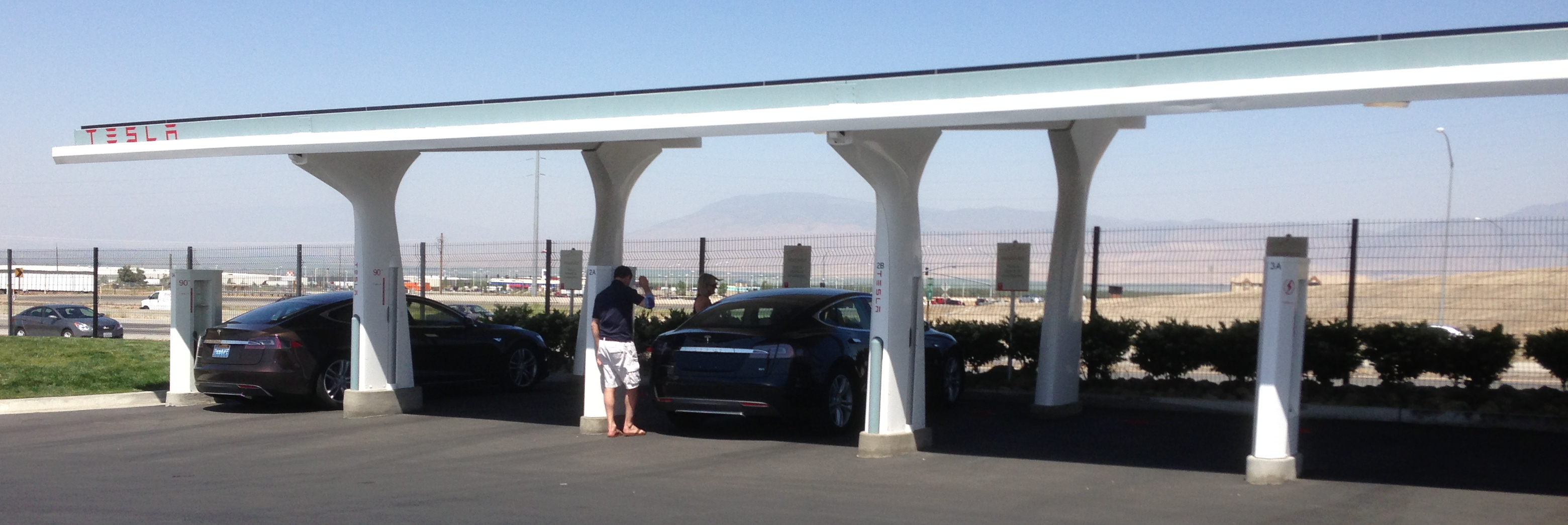
Estación de recarga rápida en Tejón Ranch, California.

Los tiempos de recarga varían dependiendo del estado de carga, su capacidad total, el voltaje disponible y el amperaje de la corriente de recarga.
El cargador incorporado de 10 kW (13,4 HP) es compatible con 85-265 V, 45-65 Hz, 1-40 A. Permite recargar hasta 50 km (31 millas) en una hora a 40 A. Por medio de un adaptador es compatible con el conector J1772. El cargador opcional de 20 kW (26,8 HP) aumenta la intensidad de la corriente de recarga hasta 80 A. Permite recargar hasta 100 km (62 millas) en una hora a 80 A. Puede recargar completamente la batería de 85 kWh (306 MJ) en unas 5 horas. La eficiencia pico del cargador es del 92%.
Los postes de recarga rápida (superchargers) permiten recargar en 30 minutos lo suficiente para recorrer otros 257 km (160 millas) en el modelo con la batería de 85 kWh (306 MJ). La recarga rápida está disponible de serie para los modelos de 70 a 75 kWh (252 a 270 MJ), 85 kWh (306 MJ), 90 kWh (324 MJ) y 100 kWh (360 MJ). Es opcional para el modelo de 60 kWh (216 MJ).
El 25 de septiembre de 2012 Tesla presentó sus estaciones de recarga rápida (superchargers). Tesla las instala en las áreas de descanso de las carreteras para que mientras el chofer descansa el coche se recarga. Inicialmente suministraban de 100 a 120 kW (136 a 163 CV) (134 a 161 HP). Tesla aumentó la potencia hasta 150 kW (204 CV; 201 HP) y en la versión v3 de supercargadores, ya suministraban 250 kW (340 CV; 335 HP).
En julio de 2020 y mediante una actualización de software, Tesla aumentó la potencia de recarga de los Model S más recientes hasta 250 kW (340 CV; 335 HP). Estas recargas eran gratis para los Model S de 85 kWh (306 MJ) de forma indefinida. En unidades vendidas posteriormente Tesla comenzó a cobrar las cargas rápidas. Las estaciones de recarga rápida Tesla de 120 kW permiten recargar el 50% de la batería en 20 minutos, el 80% en 40 minutos y el 100% en 75 minutos.
En 2012 Tesla inició la instalación de supercargadores. El 24 de abril de 2014 Tesla puso en servicio su estación de recarga rápida número 100. En marzo de 2015 Tesla tenía operativas 403 estaciones de recarga rápida con 2219 cargadores individuales. Esto hacía posible realizar viajes entre costa Este y costa Oeste de Estados Unidos recargando solamente en superchargers.
En agosto de 2016 Tesla tenía operativas 691 estaciones con 4241 cargadores individuales.
En marzo de 2019 Tesla lanzó una actualización telemática por la que retiró de los vehículos el límite de 120 kW (163 CV; 161 HP) y les permitió cargar hasta 150 kW (204 CV; 201 HP) en toda la red de supercargadores, que representó un aumento del 21% en la velocidad de carga. Tesla también anunció la versión Supercharger V3 en la que usando PowerPacks de 1 MW (1360 CV; 1341 HP) y cables refrigerados por líquido, conseguía potencias de recarga de hasta 250 kW (340 CV; 335 HP) en cada poste. Posteriormente lanzó una actualización telemática con la que acondicionaba la temperatura de la batería cuando el vehículo se encaminara a un supercargador, de manera que se reduce en un 25% el tiempo medio de carga.
En noviembre de 2019 Tesla disponía en todo el mundo de 1636 estaciones de recarga rápida con 14 497 puntos de recarga.
En julio de 2020 los nuevos modelos podían cargar hasta 250 kW (340 CV; 335 HP). También disponía en todo el mundo de 1971 estaciones de recarga rápida con 17 467 puntos de recarga.

#### Adaptador CHAdeMO
En enero de 2015 Tesla puso a la venta el adaptador CHAdeMO que permite cargar a 50 kW (68 CV) en las estaciones de carga que usan dicho protocolo. El precio del adaptador es de US$450 (equivalente a $578,44 en 2023). El vehículo debe estar activado para la carga rápida. Todos los Model S de 70 kWh (252 MJ), 85 kWh (306 MJ) y 90 kWh (324 MJ) vienen activados de serie y los de 60 kWh (216 MJ) pueden ser activados opcionalmente.

### Intercambio de baterías
El 20 de junio de 2013 Tesla presentó el sistema de intercambio de baterías para el Model S. El propietario acude a una estación de intercambio Tesla donde sitúa el coche sobre un foso. Un sistema robotizado quita los tornillos que sujetan el paquete de baterías a la carrocería, retira hacia abajo el paquete descargado, coloca un paquete cargado y aprieta los tornillos con el par de apriete especificado. El chofer no se baja del vehículo durante el proceso que dura 90 segundos.
En la presentación del sistema se comparó en directo con el reabastecimiento de gasolina de un coche en una gasolinera con flujo de suministro alto de 38 litros (10,0 galAm) por minuto. Desde que el conductor bajó del coche hasta que volvió a arrancar pasaron 4 minutos y 7 segundos. Durante ese tiempo se cambiaron las baterías a dos Model S.
El intercambio de baterías del primer Model S se llevó a cabo en 1 minuto 13 segundos y en el segundo en 1 minuto 33 segundos.
En diciembre de 2014 Tesla Motors comenzó un programa piloto de intercambio de baterías en Harris Ranch, California, junto a un supercargador. Este programa tiene como objetivo probar la tecnología y la demanda del servicio. El proceso de intercambio dura unos 3 minutos y el coste es similar a llenar un tanque de gasolina en un coche de su gama. El programa no tuvo demanda y en noviembre de 2016 Tesla cerró la estación de intercambio de baterías y sus modelos posteriores los diseñó sin posibilidad para el intercambio de baterías robotizado.

### Interior
- Asientos delanteros calefactados con memoria ajustables eléctricamente en 12 direcciones.
- Asientos traseros abatibles 60/40.
- Sistema de sonido de 200 V, 7 bocinas, radio AM/FM/HD. Soporta formatos MP3, AAC y MP4. El sistema tiene 4 bocinas, 2 tweeters agudos y una bocina central. Almacenamiento en memoria flash para 500 canciones.

### Instrumentación

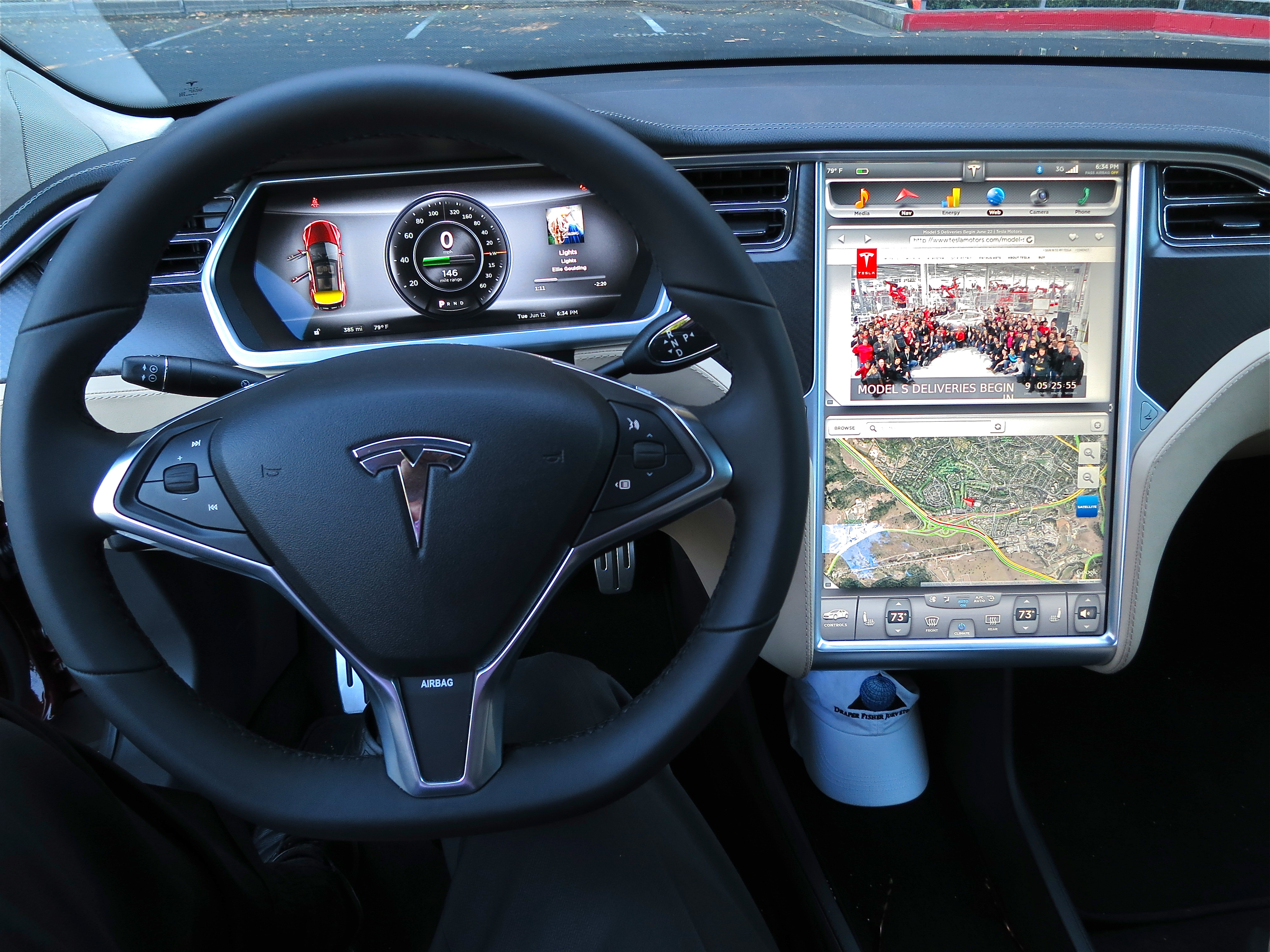
Pantallas digitales

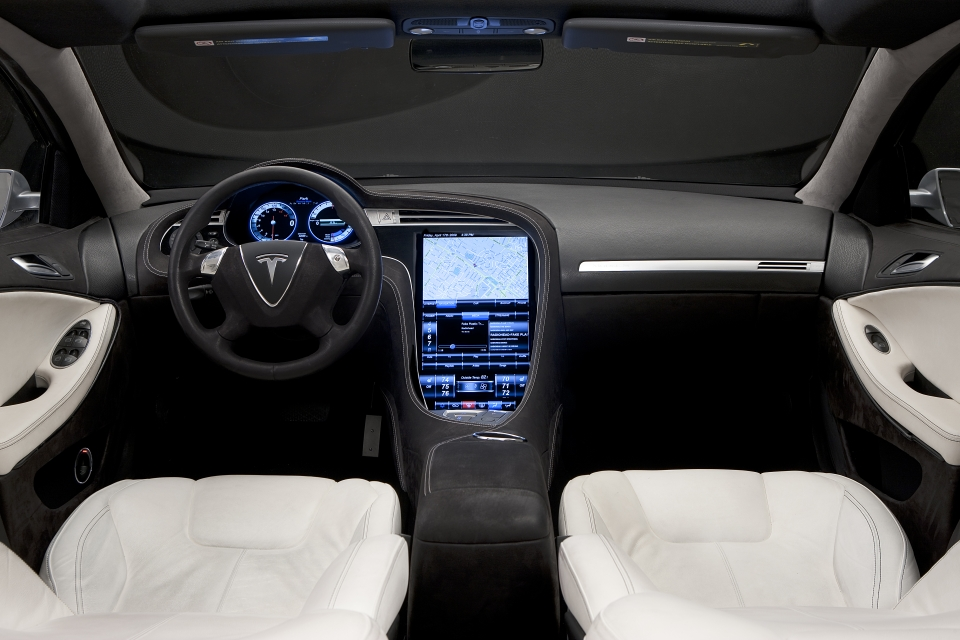
Pantalla táctil de.

- Solamente tiene un botón para las luces de emergencia y otro para abrir la guantera. No tiene otros botones o diales.
- Pantalla de cristal líquido (LCD) primaria totalmente digital de 12,3 pulgadas (31,2 cm) con gráficos en 3D que pueden ser configurados por el usuario.[80] Gestionada por un módulo Nvidia Tegra hasta mediados de 2018.[81] Puede mostrar la velocidad, consumo de energía, nivel de carga, autonomía, marcha activada, selección musical, selección de radio, mapa de navegación y otras. La navegación en esta pantalla proviene de Garmin y no precisa conexión a internet.
- Pantalla secundaria vertical multitáctil capacitiva de 17 pulgadas (43,2 cm) con sistema operativo basado en Linux Ubuntu.[82][83] Además de controlar múltiples funciones del vehículo, proporciona conectividad a internet a través de Wifi o telefonía móvil. La pantalla está gestionada por NVIDIA Tegra Visual Computing Module (VCM), que es una plataforma de computación con capacidades multimedia de gran eficiencia energética.[81] La línea superior muestra símbolos del estado actual y proporciona atajos para Carga, Homelink, Perfiles de conductor, Información del vehículo y Bluetooth. La segunda línea da acceso a aplicaciones como Medios, Navegación por Google Maps, Energía, Web, Cámara y Teléfono. La parte central de la pantalla puede mostrar hasta dos aplicaciones a la vez. La parte inferior da acceso a los controles del vehículo como luces, cierre de puertas y climatización. La navegación de esta pantalla procede de Google y precisa conexión a internet.
- El sistema Bluetooth permite la telefonía manos libres y la música en streaming.
- Volante multifunción con tres radios y controles táctiles.
- Sistema de monitorización de la presión de los neumáticos.[28]

### Comodidad
- Entrada sin llave.

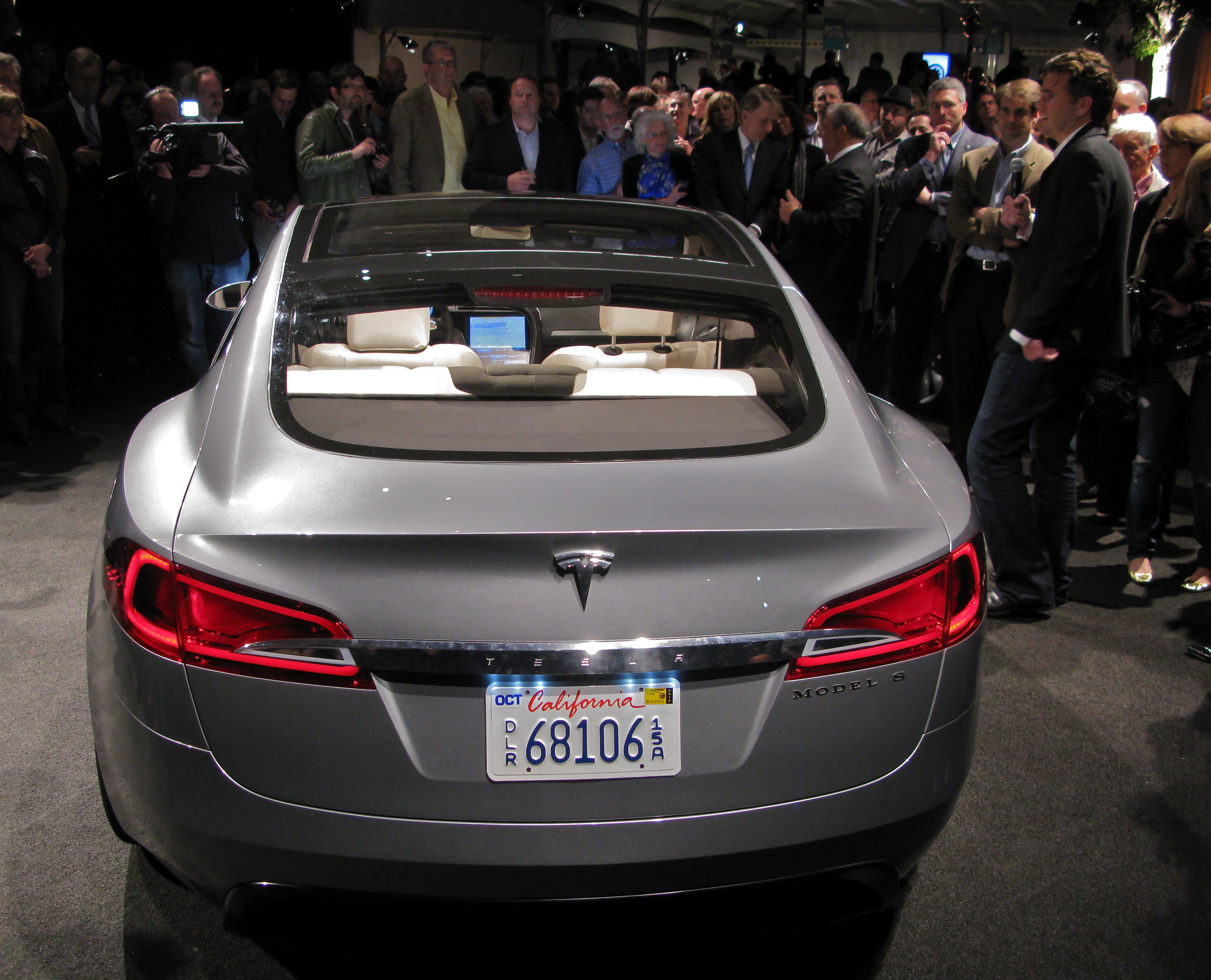
Vista trasera.

- Detección de ocupación del asiento del conductor para la función start/stop.
- Control de velocidad de crucero.
- Cámara trasera con definición estándar.
- Apertura manual del portón trasero.
- Columna de dirección ajustable en altura y profundidad.
- Elevalunas eléctricos de un toque y con protección para no pillar los dedos.
- Ventilación con microfiltros recambiables.
- Luces interiores led para lectura.
- Parasoles con espejos iluminados con led.
- Cajuelas tapizadas con apertura sin llave.
- Conector de 12 V.
- Climatizador automático con dos zonas de temperatura, controles de distribución del aire y recirculación.
- Antena Wi-Fi.
- Dos puertos USB delanteros para tomar corriente o conectar aparatos.[28]

### Seguridad
Todas las versiones incluyen:

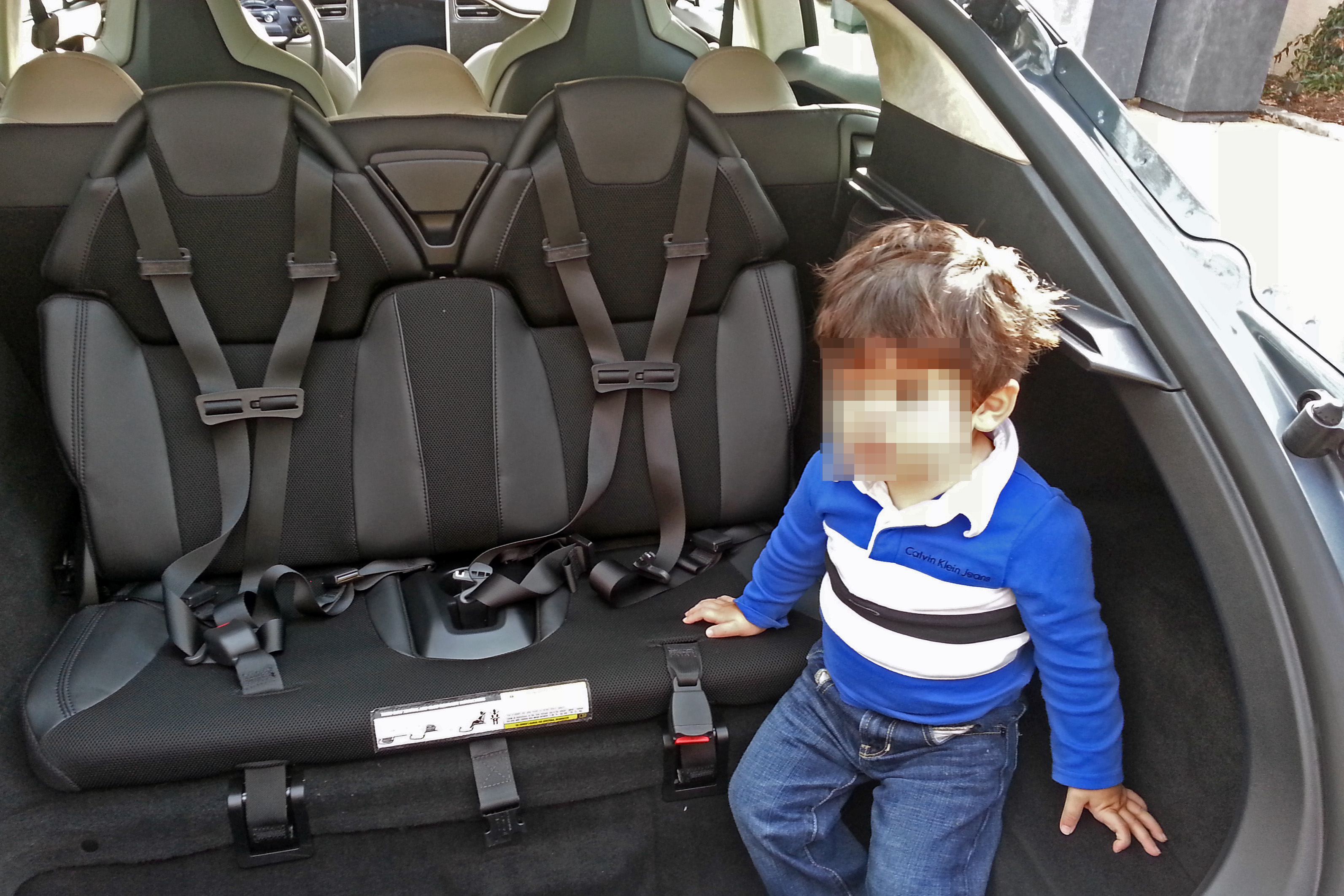
El Model S tiene un tercer asiento plegable opcional que permite sentar dos niños asegurados con cinturones de seguridad de 5 puntos.

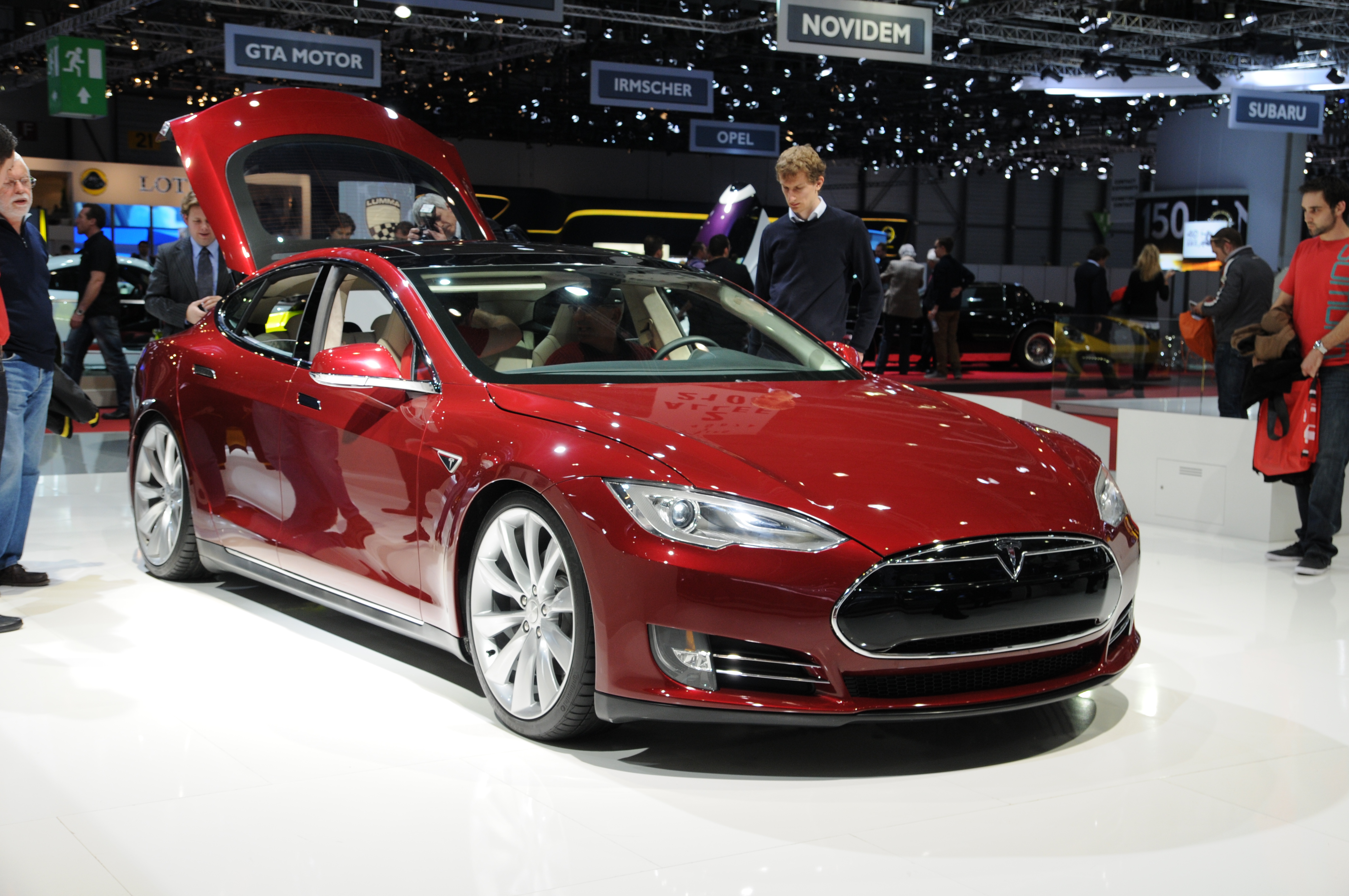
En el Salón del Automóvil de Ginebra de 2012.

- Ocho bolsas de aire incluyendo dos de cortina.
- Sensores de asiento para el piloto y copiloto.
- Sensor de posición del asiento.
- Cinturones de seguridad delanteros de 3 puntos con pretensores y limitadores de carga.
- Cinturones de seguridad traseros de 3 puntos.
- Aviso acústico de cinturón de seguridad desabrochado.
- Sensor de colisión para la desconexión de alto voltaje.
- Alarma antirrobo.[28][84]

#### Seguridad contra incendios
Para la prevención y extinción de incendios en el paquete de baterías el Tesla Model S cuenta con las siguientes medidas:
- La batería está protegida por debajo con una plancha de aluminio blindado de 6.35 mm de grosor.[27]
- La batería está compartimentada en 16 módulos separados por cortafuegos.
- Los módulos tienen conductos de ventilación que dirigirían las llamas hacia abajo.
- La energía de combustión del paquete es un 10% de la contenida en un tanque de gasolina.
- El potencial efectivo de combustión es del 1% comparado con un coche de gasolina del mismo segmento.
- Estadísticamente se producían cinvo veces más incendios en coches de combustión interna que en coches eléctricos de baterías.[27] Desde el 6 de marzo de 2014 todos los Tesla Model S salen de fábrica con un triple escudo de protección de la batería compuesto por:
- Una barra hueca de aluminio diseñada para desviar los objetos o para absorber el impacto antes de que el objeto alcance el paquete de baterías.
- Una plancha de titanio que protege los componentes de los bajos.
- Una barra sólida de aluminio extruido en ángulo que absorbe energía del impacto y desvía el objeto.[85]

#### NHTSA
Las pruebas independientes de la National Highway Traffic Safety Administration (NHTSA) reportaron 5 estrellas de seguridad en conjunto y cada subcategoría sin excepción. Solamente el 1% de los vehículos probados por la NHTSA obtienen 5 estrellas en todas las categorías.
| Total          | 5/5 estrellas |
| Choque frontal | 5/5 estrellas |
| Choque lateral | 5/5 estrellas |
| Vuelco         | 5/5 estrellas |
| -------------- | ------------- |

De todos los vehículos a la venta en Estados Unidos probados por la NHTSA, el Model S obtuvo una nueva marca por la menor probabilidad de heridas a los ocupantes.
El Model S tiene la ventaja de que en el morro no tiene ningún motor de gasolina. Esto crea una amplia zona de deformación en caso de choque frontal que absorbe mucha energía.
El riesgo de vuelco fue un 50% menor que en los siguientes vehículos con 5 estrellas. Durante las pruebas independientes el Model S no pudo ser volcado usando los métodos normales y se tuvieron que crear medios especiales para inducir la volcadura. La razón es que el paquete de baterías está en el suelo por lo que el centro de gravedad es muy bajo, lo que le proporciona una gran seguridad y maniobrabilidad. El riesgo de vuelco fue del 5.7%.
En las pruebas de protección de ocupantes por el aplastamiento del techo, la máquina de pruebas se estropeó cuando aplicaba una fuerza de 4 g. Esto equivale a que en el techo de un Model S se podrían apilar otros cuatro sin que el techo cediese y afectase a los ocupantes. Esto se consiguió con reforzamientos en los pilares centrales "B" usando técnicas aeroespaciales.
Las baterías de ion de litio no se incendiaron en ninguna prueba de la NHTSA.
Hasta marzo de 2014, Tesla no tenía noticia de ningún ocupante fallecido o con secuelas graves en accidentes en Tesla Roadster o Model S en los 6 años desde su producción.

#### Euro NCAP
El Model S 85 kWh (306 MJ) de 2014 obtuvo una calificación de 5 estrellas en la prueba Euro NCAP.
| Total                    | 5/5 estrellas |
| Test                     | Porcentaje    |
| ------------------------ | ------------- |
| Pasajeros adultos        | 82%           |
| Pasajeros niños          | 77%           |
| Peatones                 | 66%           |
| Asistencias de seguridad | 71%           |

### Prestaciones

#### Modelos en producción y anteriores
|                                   | 40 kWh (144 MJ)               | 60 kWh (216 MJ)                                 | 60 kWh (216 MJ)                   | 70 kWh (252 MJ)                                       | 70 kWh (252 MJ)                                       | 75 kWh (270 MJ)                                       | 75 kWh (270 MJ)                                       | 85 kWh (306 MJ)                                       | 85 kWh (306 MJ)                                       | 85 kWh (306 MJ)                                       | 85 kWh (306 MJ)                       | 85 kWh (306 MJ)                                       | 85 kWh (306 MJ)                                       | 90 kWh (324 MJ)                                       | 90 kWh (324 MJ)                                       | 90 kWh (324 MJ)                                       | 100 kWh (360 MJ)                                      | 100 kWh (360 MJ)                                      | 100 kWh (360 MJ)                                      | 100 kWh (360 MJ)                                      | 100 kWh (360 MJ)            | 100 kWh (360 MJ)            |
| RWD                               | RWD (60)                      | AWD (60D)                                       | RWD (70)                          | AWD (70D)                                             | RWD (75)                                              | AWD (75D/ Standard Range)                             | RWD (85)                                              | AWD (85D)                                             | RWD Perf. (P85)                                       | RWD Perf. Plus (P85+)                                 | AWD Perf. (P85D)                      | Ludicrous (P85D)                                      | AWD (90D)                                             | AWD Perf. (P90D)                                      | Ludicrous (P90D)                                      | Ludicrous (P100D/ Performance)                        | AWD (100D/ Long Range)                                | Performance (Raven)                                   | Long Range Plus (Raven)                               | Model S                                               | Model S Plaid               |                             |
| --------------------------------- | ----------------------------- | ----------------------------------------------- | --------------------------------- | ----------------------------------------------------- | ----------------------------------------------------- | ----------------------------------------------------- | ----------------------------------------------------- | ----------------------------------------------------- | ----------------------------------------------------- | ----------------------------------------------------- | ------------------------------------- | ----------------------------------------------------- | ----------------------------------------------------- | ----------------------------------------------------- | ----------------------------------------------------- | ----------------------------------------------------- | ----------------------------------------------------- | ----------------------------------------------------- | ----------------------------------------------------- | ----------------------------------------------------- | --------------------------- | --------------------------- |
| Peso                              | 4323 libras (1961 kg)         | 4323 libras (1961 kg)                           | 4608 libras (2090 kg)             | 4410 libras (2000 kg)                                 | 4608 libras (2090 kg)                                 | 4410 libras (2000 kg)                                 | 4608 libras (2090 kg)                                 | 4647 libras (2108 kg)                                 | 4824 libras (2188 kg)                                 | 4656 libras (2112 kg)                                 | 4656 libras (2112 kg)                 | 4936 libras (2239 kg)                                 | 4936 libras (2239 kg)                                 | 4850 libras (2200 kg)                                 | 4960 libras (2250 kg)                                 | 4960 libras (2250 kg)                                 | 4960 libras (2250 kg)                                 | 4850 libras (2200 kg)                                 | 4941 libras (2241 kg)                                 | 4883 libras (2215 kg)                                 |                             |                             |
| Autonomía                         | FTP-75: 139 mi (224 km) NEDC: | FTP-75: 208 mi (335 km) NEDC: 375 km (233 mi)   | FTP-75: 218 mi (351 km) NEDC: n/a | FTP-75: 230 millas (370 km) NEDC: 420 km (261 millas) | FTP-75: 240 millas (386 km) NEDC: 442 km (275 millas) | FTP-75: 249 millas (401 km) NEDC: 480 km (298 millas) | FTP-75: 259 millas (417 km) NEDC: 490 km (304 millas) | FTP-75: 265 millas (426 km) NEDC: 502 km (312 millas) | FTP-75: 270 millas (435 km) NEDC: 528 km (328 millas) | FTP-75: 265 millas (426 km) NEDC: 502 km (312 millas) | FTP-75: 265 millas (426 km) NEDC: n/a | FTP-75: 253 millas (407 km) NEDC: 480 km (298 millas) | FTP-75: 253 millas (407 km) NEDC: 480 km (298 millas) | FTP-75: 294 millas (473 km) NEDC: 528 km (328 millas) | FTP-75: 270 millas (435 km) NEDC: 509 km (316 millas) | FTP-75: 270 millas (435 km) NEDC: 509 km (316 millas) | FTP-75: 345 millas (555 km) NEDC: 613 km (381 millas) | FTP-75: 370 millas (595 km) NEDC: 632 km (393 millas) | FTP-75: 348 millas (560 km) NEDC: 671 km (417 millas) | FTP-75: 402 millas (647 km) NEDC: 713 km (443 millas) | FTP-75: 405 millas (652 km) | FTP-75: 396 millas (637 km) |
| Potencia máxima (motor)           | 285 kW (387 CV; 382 HP)       | 285 kW (387 CV; 382 HP)                         | 386 kW (525 CV; 518 HP)           | 285 kW (387 CV; 382 HP)                               | 386 kW (525 CV; 518 HP)                               | 285 kW (387 CV; 382 HP)                               | 386 kW (525 CV; 518 HP)                               | 285 kW (387 CV; 382 HP)                               | 386 kW (525 CV; 518 HP)                               | 350 kW (476 CV; 469 HP)                               | 350 kW (476 CV; 469 HP)               | 568 kW (772 CV; 762 HP)                               | 568 kW (772 CV; 762 HP)                               | 386 kW (525 CV; 518 HP)                               | 568 kW (772 CV; 762 HP)                               | 568 kW (772 CV; 762 HP)                               | 592 kW (805 CV; 794 HP)                               | n/a                                                   | 592 kW (805 CV; 794 HP)                               | n/a                                                   |                             | 750 kW (1020 CV; 1006 HP)   |
| Potencia máxima (batería)         | 175 kW (238 CV; 235 HP)       | 225 kW (306 CV; 302 HP)                         |                                   | 235 kW (320 CV; 315 HP)                               | 245 kW (333 CV; 329 HP)                               |                                                       | 245 kW (333 CV; 329 HP)                               | 373 kW (507 CV; 500 HP)                               | 311 kW (423 CV; 417 HP)                               | 350 kW (476 CV; 469 HP)                               | 350 kW (476 CV; 469 HP)               | 345 kW (469 CV; 463 HP)                               | 397 kW (540 CV; 532 HP)                               | 311 kW (423 CV; 417 HP)                               | 345 kW (469 CV; 463 HP)                               | 397 kW (540 CV; 532 HP)                               | 560 kW (761 CV; 751 HP)                               | 311 kW (423 CV; 417 HP)                               | 560 kW (761 CV; 751 HP)                               | 311 kW (423 CV; 417 HP)                               |                             |                             |
| Par máximo                        | 430 N·m (317 lb·pie)          | 430 N·m (317 lb·pie)                            |                                   | 440 N·m (325 lb·pie)                                  | 525 N·m (387 lb·pie)                                  | 440 N·m (325 lb·pie)                                  | 550 N·m (406 lb·pie)                                  | 440 N·m (325 lb·pie)                                  | 658 N·m (485 lb·pie)                                  | 600 N·m (443 lb·pie)                                  | 600 N·m (443 lb·pie)                  | 930 N·m (686 lb·pie)                                  | 930 N·m (686 lb·pie)                                  | 658 N·m (485 lb·pie)                                  | 930 N·m (686 lb·pie)                                  | 930 N·m (686 lb·pie)                                  | 1373 N·m (1013 lb·pie)                                | 660 N·m (487 lb·pie)                                  | 1373 N·m (1013 lb·pie)                                | 660 N·m (487 lb·pie)                                  |                             | 1424 N·m (1050 lb·pie)      |
| Aceleración 0-60 mph (0-97 km/h)  | 6.5 segundos                  | 5.5 segundos                                    | 5.2 segundos                      | 5.5 segundos                                          | 5.2 segundos                                          | 4.3 segundos                                          | 4.2 segundos                                          | 5.4 segundos                                          | 3.75 segundos                                         | 4.2 segundos                                          | 4.2 segundos                          | 3.1 segundos                                          | 2.8 segundos                                          | 3.75 segundos                                         | 3.1 segundos                                          | 2.8 segundos                                          | 2.275 segundos                                        | 3.6 segundos                                          | 2.3 segundos                                          | 3.7 segundos                                          | 3.1 segundos                | 1.99 segundos               |
| Aceleración 0-100 km/h (0-62 mph) |                               |                                                 |                                   | 5.8 segundos                                          | 5.4 segundos                                          | 4.5 segundos                                          | 4.4 segundos                                          | 5.4 segundos                                          | 4.0 segundos                                          | 4.4 segundos                                          | 4.4 segundos                          | 3.3 segundos                                          | 3.0 segundos                                          | 4.0 segundos                                          | 3.3 segundos                                          | 3.0 segundos                                          | 2.6 segundos                                          | 3.8 segundos                                          | 2.6 segundos                                          | 3.8 segundos                                          | 3.2 segundos                | 2.1 segundos                |
| Velocidad máxima                  | 110 mph (177 km/h)            | 130 mph (209 km/h)                              | 130 mph (209 km/h)                | 140 mph (225 km/h)                                    | 140 mph (225 km/h)                                    | 140 mph (225 km/h)                                    | 140 mph (225 km/h)                                    | 140 mph (225 km/h)                                    | 155 mph (249 km/h)                                    | 130 mph (209 km/h)                                    | 130 mph (209 km/h)                    | 155 mph (249 km/h)                                    | 155 mph (249 km/h)                                    | 155 mph (249 km/h)                                    | 155 mph (249 km/h)                                    | 155 mph (249 km/h)                                    | 163 mph (262 km/h)                                    | 155 mph (249 km/h)                                    | 163 mph (262 km/h)                                    | 155 mph (249 km/h)                                    | 155 mph (249 km/h)          | 200 mph (322 km/h)          |
| Disponibilidad                    | 2012-abril de 2013            | 2012-abril de 2015; junio de 2016-abril de 2017 | Junio de 2016-abril de 2017       | Abril de 2015-mayo de 2016                            | Abril de 2015-mayo de 2016                            | Mayo de 2016-septiembre de 2017                       | Mayo de 2016-enero de 2019                            | 2012-febrero de 2016                                  | Noviembre de 2014-febrero de 2016                     | 2012-noviembre de 2014                                | 2012-noviembre de 2014                | Noviembre de 2014-febrero de 2016                     | Agosto 2015-febrero de 2016                           | Agosto de 2015-junio de 2017                          | Agosto de 2015-noviembre de 2016                      | Agosto de 2015-agosto de 2016                         | Agosto de 2016-presente                               | Enero de 2017-presente                                | Abril de 2019-presente                                | Abril de 2019-presente                                | Junio 2021-presente         | Junio 2021-presente         |
| 1. 2. 3. 4.                       |                               |                                                 |                                   |                                                       |                                                       |                                                       |                                                       |                                                       |                                                       |                                                       |                                       |                                                       |                                                       |                                                       |                                                       |                                                       |                                                       |                                                       |                                                       |                                                       |                             |                             |

#### Performance y Plaid

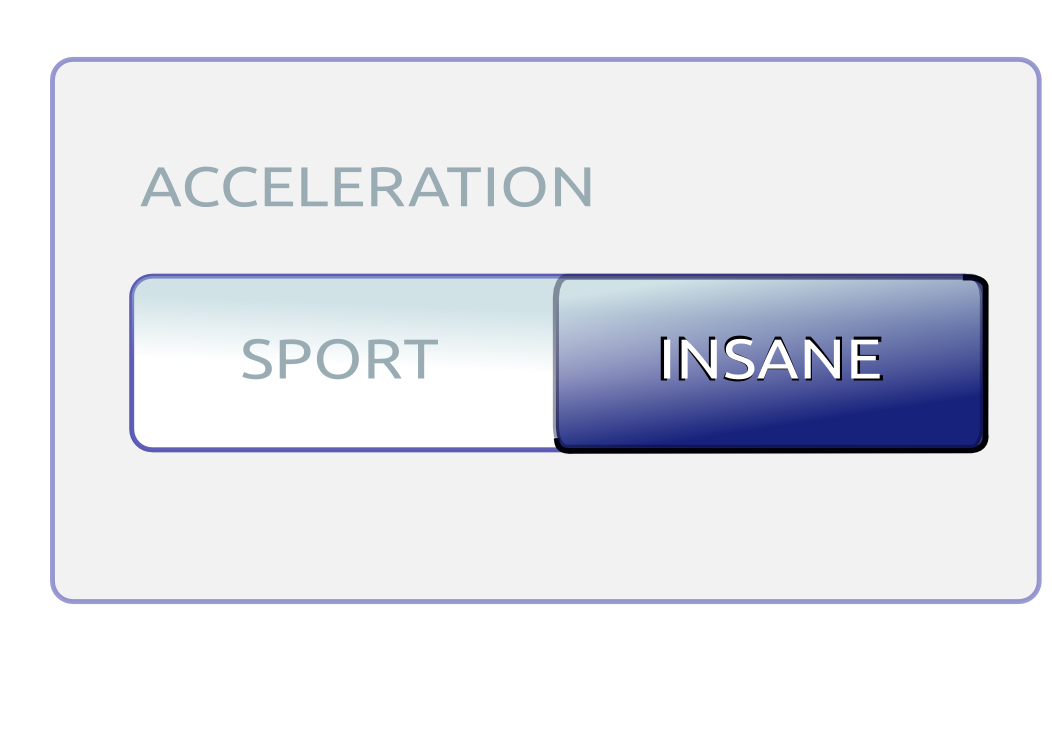
Botón virtual en un P85D con el que se puede seleccionar la aceleración Sport (deportiva) o Insane (de locura).

Todos los Model S superan en aceleración a muchos coches con motor de combustión interna. Con el modelo P85D (Dual Motor) Tesla se propuso superar las prestaciones de uno de los grandes automóviles superdeportivos de todos los tiempos: el McLaren F1. Con un motor eléctrico trasero de 476 HP (483 CV; 355 kW) y otro delantero de 224 HP (227 CV; 167 kW) que suman una potencia combinada de 511 HP (518 CV; 381 kW), le permite acelerar de 0 a 60 mph (0 a 97 km/h) en 3.1 segundos. Esto convirtió al Model S P85D en el coche de serie de cinco puertas con la aceleración más rápida del mundo en 2015, mientras seguía siendo uno de los coches más eficientes del planeta.
El Model S P90D equipa el "Ludicrous Mode" (modo ridículo), una actualización en el inversor que permite aumentar el amperaje y la potencia de la planta motriz, con una batería de 90 kWh (324 MJ). El P90D acelera de 0 a 100 km/h (0 a 62 mph) en 3 segundos e incrementa su autonomía un 5% respecto a la versión P85D.
El 23 de agosto de 2016 Tesla presentó el Model S P100D con una batería de 100 kWh (360 MJ), que le proporcionaba una autonomía de 507 km (315 millas), según el ciclo de la EPA y aceleraba de 0 a 100 km/h (0 a 62 mph) en 2.7 segundos. Por ello, el P100D se convirtió en el coche en producción más rápido del mundo.
En marzo de 2017 el P100D Ludicrous consiguió ser el coche de serie más rápido en acelerar de 0 a 60 mph (0 a 97 km/h) con 2.28 segundos, según las pruebas de Motor Trend con el tipo de medición de la National Hot Rod Association (NHRA) en el que se descuenta el tiempo de 0.26 segundos en recorrer 1 pie (30,5 cm). El 1/4 de milla (402 m) lo hizo en 10.5 segundos, alcanzando las 125 mph (201 km/h). El coche pesaba 4891 lb (2219 kilogramos).
En junio de 2021 el Model S Plaid fue el coche de serie con menor tiempo en 1/4 de milla (402 m) con 9.34 segundos y una aceleración de 0 a 60 mph (0 a 97 km/h) en 2.07 segundos.

### Palladium (Plaid)
La actualización de diseño Palladium se anunció en enero de 2021 y las primeras entregas comenzaron en junio de 2021. Tenía nuevo interior, nuevos motores, nueva suspensión y nuevo sistema de gestión de temperatura.
Originalmente consistía en tres versiones: Long Range (LR), Plaid y Plaid+. La versión Plaid+ se canceló antes de las primeras entregas. El nombre «Plaid» se aplica a la velocidad superior a Ludicrous en la película Spaceballs. La versión Plaid incluye un motor para las ruedas delanteras y otro para cada rueda trasera. Su precio base era de US$131 100 (equivalente a $147 409 en 2023). Las altas prestaciones de los motores se basan en innovaciones en los rotores envueltos en carbono que permiten muy altas revoluciones por minuto. Musk afirmó que esto presentó grandes desafíos, porque el carbono y el cobre tienen diferentes tasas de dilatación térmica.
La versión Long Range incluye un motor delantero y un motor trasero. Los modelos Palladium tenían el menor coeficiente aerodinámico de los coches de serie con un 0.208.
El sistema de climatización usa una bomba de calor con la que Tesla consiguió un 30% más de autonomía, ya que en tiempo frío requiere un 50% menos de energía que el Model S anterior.
El volante tiene una media circunferencia (yoke). Dispone de una pantalla horizontal de 17 pulgadas (43,2 cm) y frente al chofer hay otra pantalla. Los ocupantes traseros disponen de una tercera pantalla, la cual tiene una mayor potencia para los videojuegos con su unidad de procesamiento gráfico (GPU) RDNA 2 de AMD.
El Plaid tiene una potencia de 1020 HP (1034 CV; 761 kW) y 1050 lb·pie (1424 N·m) de par máximo. Según una prueba independiente realizada por Motor Trend, consiguió una aceleración de 0 a 60 mph (0 a 97 km/h) en 2.07 segundos y 1.98 en una pista de asfalto muy adherente. Cubrió el 1/4 de milla (402 m) en 9.34 segundos a 152,2 mph (244,9 km/h).

### Autonomía
La EPA estableció la autonomía del Model S con 60 kWh (216 MJ) en 335 km (208 millas) y la de la versión con 85 kWh (306 MJ) en 426 km (265 millas), mientas que para los modelos 70D, 85D, P85D y P100D, las fijó en 386 km (240 millas), 434 km (270 millas), 407 km (253 millas) y 507 km (315 millas), respectivamente. Las versiones equipadas con el paquete de baterías de 75 a 90 kWh (270 a 324 MJ) aumentan el alcance entre un 5% y 6% respecto a las versiones 70 a 85 kWh (252 a 306 MJ). La autonomía varía según la velocidad del vehículo, el estilo de manejo y las condiciones de la vía. Si se mantienen estos factores constantes, el uso de accesorios como el climatizador reduce la autonomía entre un 5% y un 10%. El uso de accesorios no tiene un impacto importante en la autonomía.
El Model S también recarga las baterías cuando decelera o circula en bajadas. La fuerza del freno regenerativo es ajustable por el usuario. En 2019 la versión P100 Long Range tenía una autonomía según la EPA de 595 km (370 millas) y el P100DL de 555 km (345 millas).
A principios de 2020 la EPA evaluó la autonomía del Model S Long Range Plus en 629 km (391 millas). Tesla afirmó que los registros del vehículo mostraban que durante la noche anterior a la prueba la puerta del vehículo había quedado abierta, por lo que el coche no había entrado en modo de reposo y había consumido energía de la batería. En junio de 2020 la EPA le otorgó a esta versión una autonomía de 647 km (402 millas). Los factores para tal mejora fueron una significativa reducción de peso, nuevos rines y neumáticos para reducir la resistencia a la rodadura, sustitución de una bomba de aceite mecánica por una eléctrica y mejoras en el freno regenerativo.

### Autopilot

#### Autopilot 1.0
Desde octubre de 2014 todos los Model S salen de fábrica con el hardware que permitirá activar las funcionalidades del sistema Autopilot. Incluye un radar frontal, 12 sensores ultrasónicos que detectan objetos de hasta 488 cm (192,1 pulgadas) alrededor del coche en todas direcciones y velocidades, una cámara frontal de alta precisión y un sistema de asistencia de frenado controlado digitalmente.
El sistema permite:
- Mantenerse dentro de un carril.
- Cambiar de carril activando el intermitente correspondiente.
- Gestionar la velocidad leyendo las señales verticales de limitación de velocidad.
- Mantener la velocidad y la distancia con el vehículo de delante.
- Control de velocidad de crucero dependiente del tráfico.
- Evitar choques frontales, laterales y salidas de la carretera dentro de lo posible.
- Reducir la velocidad ante una posible colisión por alcance.[51]

El hardware del sistema Autopilot no se puede instalar en vehículos producidos antes de octubre de 2014.

#### Autopilot 2.0
Desde noviembre de 2016 se instala el sistema Autopilot 2.0 en los nuevos vehículos producidos. Este sistema tiene un hardware que consta de 8 cámaras, 3 de las cuales están junto al retrovisor interior y apuntan al frente, 2 laterales junto a los intermitentes apuntando hacia atrás, 2 laterales en los pilares de la carrocería apuntando un poco hacia adelante y una cámara trasera apuntando hacia atrás. Las cámaras tienen un alcance de unos 250 m (820,2 pies). También dispone de 12 sensores ultrasónicos con un alcance de 8 m (26,2 pies) y un radar frontal con un alcance de 160 m (524,9 pies). Todo el hardware lo controla el sistema Nvidia Drive PX 2 refrigerado por agua. Es un sistema de inteligencia artificial de aprendizaje neuronal profundo fabricado a medida de la conducción autónoma. Tiene entradas para los sensores y cámaras y salidas para Ethernet, CAN Bus y Nvidia Drive CX. El Nvidia Drive PX2 tiene un CPU de 12 núcleos, 2 Pascal GPU (procesadores gráficos), 8 GB y es una arquitectura escalable. Puede realizar 24 TOPS (billones) de operaciones de aprendizaje profundo a 80 GBit/s de ancho de banda. Tiene capacidad para aprender a reconocer patrones de forma rápida.
La supercomputadora Nvidia DGX1 está en un centro de procesamiento de datos y su tarea principal es aprender con su red neuronal recibiendo cantidades masivas de imágenes y videos que incluyen diversas condiciones atmosféricas, tales como: lluvia, nieve, niebla, cielo despejado, diversas condiciones de manejo como autopista o ciudad. Esto se combina con datos de los sensores y del giro de volante. El sistema detecta semáforos, señales, peatones, ciclistas, vehículos, obstáculos en la vía, señales de obra y luces de freno de los vehículos precedentes.
Cuando circulan los Tesla con el sistema Nvidia Drive PX 2 recopilan información de imagen y video y la envían telemáticamente al centro de datos, que a su vez manda información al vehículo. El sistema puede tomar decisiones de conducción de forma más segura que un humano ya que dispone de mucha más información suministrada por los sensores lo que le permite crear un modelo tridimensional del entorno. El sistema puede circular por una carretera sin marcas de carriles visibles.
La flota de vehículos dotada con el sistema Autopilot 2.0 circuló durante meses en modo oculto (shadow mode) recopilando datos para entrenar el sistema de inteligencia artificial.

#### Accidente de mayo de 2016
El 7 de mayo de 2016, un Model S con el piloto automático activado colisionó con un camión en una carretera de Florida. El camión efectuó un giro a la izquierda en una intersección. Ni el chofer ni el Autopilot detectaron el remolque blanco contra el sol de frente. El chofer tuvo más de 7 segundos para aplicar los frenos y no lo hizo. Dos minutos antes del impacto el chofer puso la velocidad de crucero en 119 km/h (74 mph). El coche pasó bajo el remolque cruzado y el conductor murió al instante. Fue la primera muerte con el piloto automático activado en un vehículo. El accidente con el Autopilot activado fue evaluado por la NHTSA y concluyó que el Autopilot no falló y no requería de una revisión. La investigación reveló que la tasa de accidentes de los vehículos Tesla cayó un 40% desde que se instaló el sistema Autopilot de serie. Esta reducción era independiente del uso del Autopilot y solamente tenía en cuenta el número de km recorridos. Bajó de 0.80 accidentes a 0.49 accidentes por cada millón de km o 1.3 a 0.8 por cada millón de millas.

### Garantía en Europa
El Tesla Model S tiene 4 años de garantía u 80 000 km (49 710 millas), lo que ocurra primero. La batería de 60 kWh (216 MJ) tiene 8 años de garantía o 200 000 km (124 275 millas), lo que suceda antes. Las baterías de 70, 85 y 90 kWh tienen 8 años de garantía sin límite de kilometraje. También tienen 8 años de garantía en los componentes del tren motriz sin límite de propietarios durante ese período.

### Actualizaciones telemáticasOver The Air Updates(OTA)
El Model S puede realizar actualizaciones de software telemáticas sin tener que llevar el vehículo al taller. Son similares a las que hacen los teléfonos inteligentes con su sistema operativo o sus aplicaciones.
En octubre de 2018 los usuarios pudieron actualizar a la versión 9 que tenía las siguientes mejoras:
- Actualizaciones remotas iniciadas desde el teléfono móvil.
- Posibilidad de grabar la señal de video de la cámara frontal a un pendrive USB actuando como un DVR.
- Aplicación de calendario integrada con el calendario del teléfono inteligente.
- Aplicación de energía que muestra el consumo pasado, presente y proyectado.
- Navegador web.
- Aplicación que muestra la imagen de la cámara trasera.
- Activación de las 8 cámaras para visualizar los vehículos circundantes y los ángulos muertos.
- Desplazamiento a la izquierda del panel de indicaciones de navegación. Esta petición fue realizada por muchos usuarios.
- Videojuegos de Atari: Missile Command, Asteroids, Lunar Lander y Centipede.[126]

En febrero de 2019 Tesla añadió Sentry Mode (modo centinela) con la capacidad de que las cámaras del coche puedan detectar posibles amenazas, grabarlas en un pendrive, activar la alarma y mandar una alerta al móvil del propietario.
También incorporó Dog Mode (modo perro) en el que se puede dejar una mascota dentro del vehículo con el sistema de climatización en una temperatura comfortable y un mensaje de aviso a los peatones en la pantalla. Este modo se añadió al Cabin Overheat Protection (protección contra el sobrecalentamiento del habitáculo) de 2016 que con el coche apagado permite mantener en el habitáculo una temperatura segura durante horas.
En marzo de 2019 lanzó una actualización telemática con la que acondiciona la temperatura de la batería cuando el vehículo se encamina a un supercargador de manera que se reduce en un 25% el tiempo de carga medio. También permitió la supercarga de hasta 150 kW (204 CV; 201 HP) en los supercargadores actualizados a dicha potencia. En septiembre de ese mismo año se lanzó la versión 10 con las siguientes mejoras:
- Tesla Theater. Estando aparcado y conectado a Wi-Fi se pueden ver videos de YouTube y Netflix.
- Las letras de las canciones de karaoke se muestran estando el coche parado. Durante la marcha solamente se reproduce la música del karaoke.
- Mejoras de visualización del entorno. Se muestran más objetos y líneas alrededor del vehículo. Se puede hacer acercamiento y girar la visualización de forma temporal.
- Cambio de carril automático. Mejora en la visualización en la que muestra la posición futura del vehículo.
- Feeling lucky, Feeling hungry. En el navegador se añaden estos botones que coducen a lugares de interés o restaurantes cercanos.
- Mejoras en los mapas. Al pulsar sobre un punto de interés aparece más información y se puede llamar o visitar la página web asociada. También aparece la distancia hasta el punto.
- Mejoras en Sentry Mode (Modo centinela). En el USB se borrarán las grabaciones de video antiguas cuando su ocupación supere los 5 GB.
- Modo Joe. Permite reducir el nivel de los avisos sonoros para minimizar las molestias a los pasajeros, especialmente niños.
- Mejoras en la descarga de actualizaciones. Se visualiza la versión descargada y el progreso en la instalación.
- Juego Cuphead. Se puede jugar conectando un controlador Xbox al conector USB.[129]
- Smart Summon. Para los usuarios con conducción autónoma total (FSD) permite convocar al vehículo desde la APP en un estacionamiento hasta 50 m (164 pies) de distancia para que el vehículo acuda autónomamente hasta la posición que se le indique. En Europa los legisladores no autorizaron la activación de esta función.
- Se añade el servicio Spotify en Norteamérica. En Europa estaba disponible desde hacía varios años.

En noviembre de 2019 Tesla lanzó una actualización de software que aumentaba la potencia, prestaciones y aceleración en un 5% tras optimizar el control del motor eléctrico. También añadió la función de Scheduled Departure (Salida Programada) mediante la que se puede programar la hora en la que la carga alcanzará el tope indicado. La función de Automatic Navigation (Navegación Automática) inicia en el navegador la ruta habitual a esa hora o la ruta hacia el destino agendado en el calendario. Ofreció la opción de manejo con un pedal, de manera que, cuando se levanta el pie del acelerador, el coche decelera y se detiene.
En abril de 2020 una actualización de software añadió un visor para revisar en la pantalla los videos grabados por las cámaras al circular o en el modo centinela. También añadió la posibilidad de ver en el navegador si un cargador rápido supercharger está fuera de servicio o con potencia limitada. En los vehículos con FSD HW3 se mejoró la visualización añadiendo semáforos, señales de Stop y conos de obras.
En junio de 2020 una actualización de software permitía mostrar en pantalla las imágenes de las cámaras laterales al mismo tiempo que se mostraba la imagen de la cámara trasera. Esto eliminaba los puntos ciegos y podía visualizarse sin límite de velocidad.
En julio de 2020 una actualización de software desactivaba el flujo del aire acondicionado en el lado del acompañante cuando no había una persona sentada en ese asiento. Esto permite reducir el consumo en los días calurosos.
En diciembre de 2021 se lanzó la versión 11 de software con nuevas funciones:
- Espectáculo de luces (Light Show). Efectúa un espectáculo de luces y sonido usando las luces, los altavoces, las ventanillas y los retrovisores. Los vehículos equipados con faros matriciales pueden proyectar gráficos. Tesla desarrolló el software de código abierto XLights con el que se pueden programar espectáculos similares en vehículos de otras marcas.
- Nueva interfaz simplificada. El lanzador de aplicaciones es personalizable.
- Navegación mejorada. Permite añadir y editar puntos intermedios (waypoints). Calcula automáticamente el nivel de batería y la hora de llegada a cada punto. Permite ocultar los puntos de interés.
- Nuevos juegos. Sonic the Hedgehog, The Battle of Polytopia multijugador y Sudoku.
- Entretenimiento. TikTok en algunos países. Boombox Megaphone proyecta la voz por la bocina externo.
- Audio. Añade cinco niveles de audio inmersivo. En el modo automático se adapta al contenido. Se puede ajustar la salida del subwoofer de forma independiente.
- Cámara de ángulo muerto. Al poner el intermitente se muestra en la pantalla la vista de la cámara lateral correspondiente.
- Acceso directo a las cámaras del modo centinela. Desde la app de Tesla en el teléfono inteligente se pueden ver las imágenes de las cámaras del vehículo en tiempo real.
- Mejoras para el tiempo frío. Se puede calentar el puerto carga y preacondicionar el habitáculo con un estado de carga menor. Los asientos delanteros activan automáticamente el calentador de asiento según el control de climatización.[136]

En septiembre de 2022 una actualización añadió las siguientes mejoras:
- Rutas alternativas. Al introducir un destino en el navegador se muestran hasta tres rutas indicando los tiempos aproximados. Por defecto el navegador tomará la más rápida, salvo que el conductor seleccione otra en la pantalla.[137]
- Mejoras en la app de energía. Muestra detalles de la cantidad de energía utilizada mientras se conduce o se está estacionado. Se ve cuánta energía consumen los diferentes componentes del vehículo, los comportamientos de conducción y las condiciones ambientales. Muestra la energía utilizada en comparación con la previsión del trayecto y el indicador de la batería. Aporta sugerencias personalizadas para utilizar la energía de forma más eficiente.[138]

En julio de 2023 una actualización de software añadió las siguientes mejoras:
- Carga solar. Si se dispone de paneles solares y una batería Tesla Powerwall se puede configurar para que el coche se cargue con el exceso de energía solar de los paneles.

- Luces de cruce automáticas cuando se activen los limpiaparabrisas.
- Notificación de que el destino va a cerrar pronto. El coche avisa que el destino comercial en el navegador va a cerrar pronto o estará cerrado al llegar.
- Controladores bluetooth. Se pueden usar controladores bluetooth para jugar a los videojuegos disponibles en el coche.
- Cámaras múltiples en la aplicación. De forma remota desde la aplicación móvil se pueden ver varias cámaras simultáneamente.[139]

## Financiación en Estados Unidos
En abril de 2013 Elon Musk presentó una oferta de financiación en colaboración con US Bank y Wells Fargo por la que la subvención de US$7500 (equivalente a $9810 en 2023) para vehículos eléctricos se contabilizaba como la entrada del pago del vehículo y la cuota mensual comenzaba en US$500 (equivalente a $654 en 2023). Transcurridos 3 años Tesla se comprometía a recomprar el vehículo por al menos el precio de un Mercedes-Benz Clase S de la misma antigüedad. Elon Musk respondería personalmente con todo su patrimonio para el cumplimiento del compromiso.

## Mantenimiento

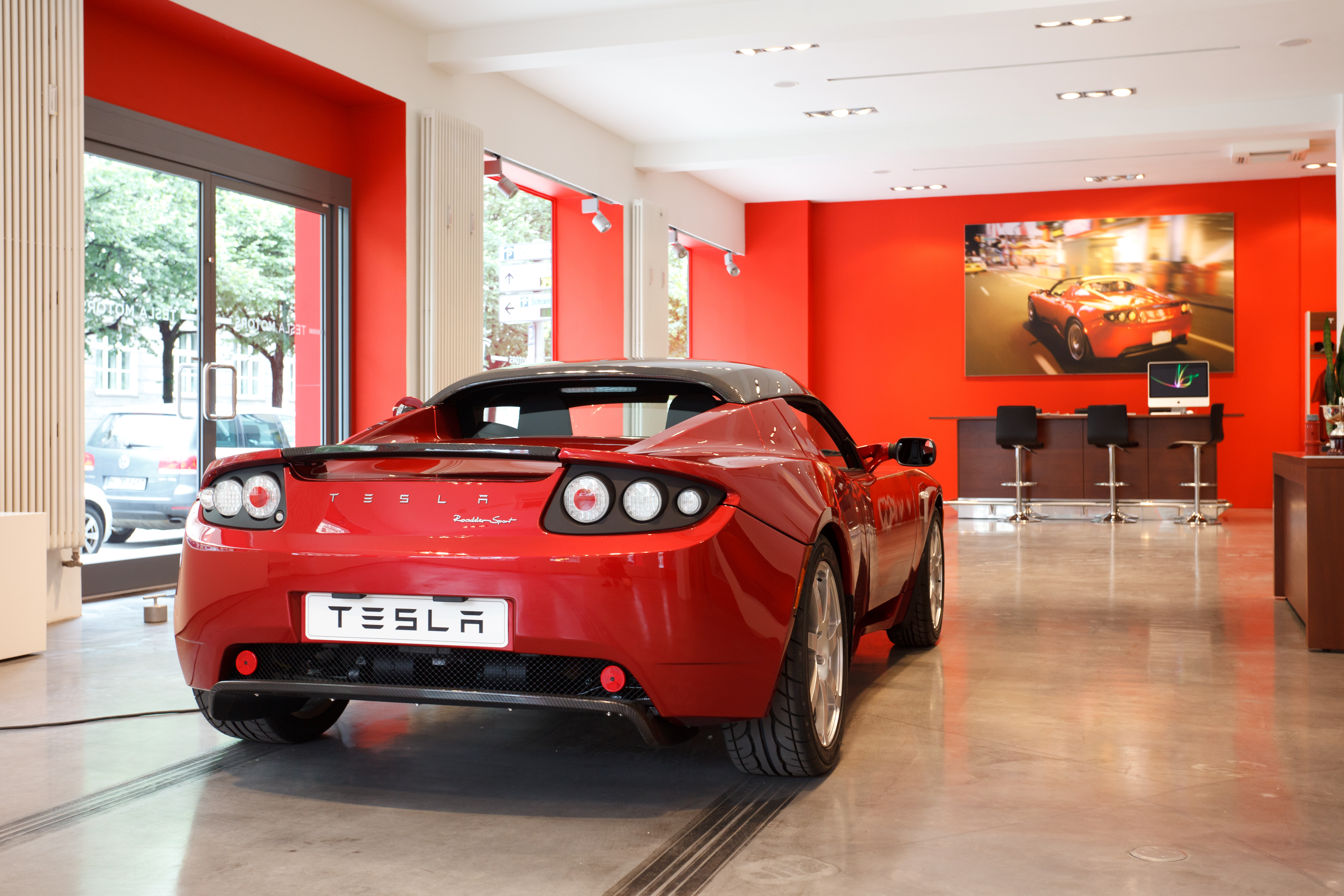
Concesionario en Múnich, Alemania a partir de septiembre de 2009.

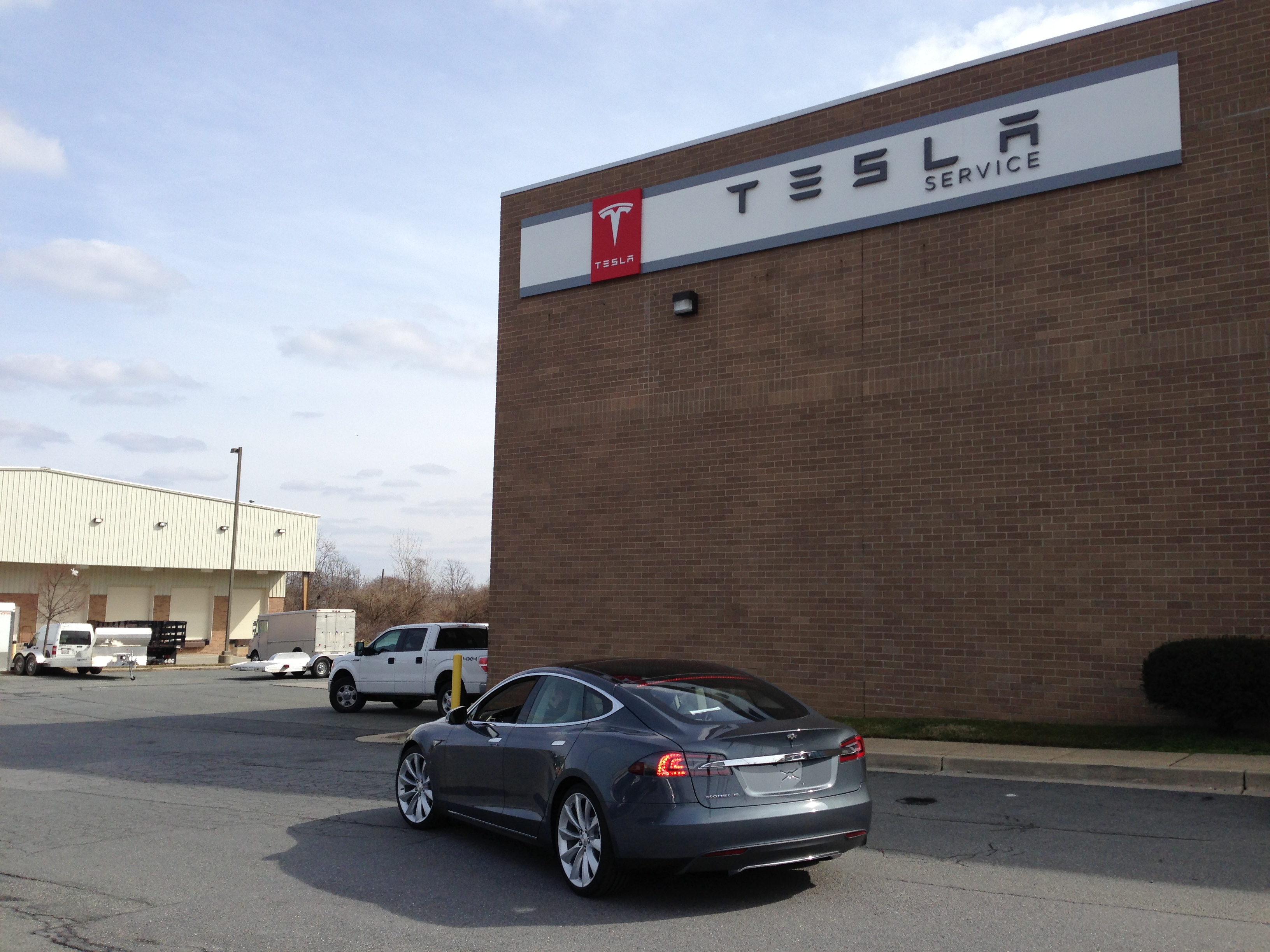
Model S junto a un centro de servicio Tesla.

Tesla Motors tiene concesionarios propios. En diciembre de 2012 tenía 32 tiendas o galerías en todo el mundo. En la primavera de 2013 abrió la tienda de Beijing, China. En diciembre de 2012 tenía 29 puntos de servicio y una previsión de doblarlos en 2013.
En marzo de 2014 tenía puntos de servicio abiertos en Estados Unidos (42), Canadá (4), Austria, Bélgica, Dinamarca, Francia, Alemania (6), Italia, Holanda (3), Noruega (4), Suecia, Suiza, Reino Unido, China, Japón, Australia y Hong Kong.
En julio de 2010 Tesla contrató al ejecutivo George Blankenship como vicepresidente de diseño y desarrollo de concesionarios. Antes había trabajado en Apple y Gap.
Los vehículos Tesla están conectados telemáticamente. Esto permite diagnosticar y reparar muchos problemas antes de mirar el vehículo físicamente. Cuando es necesario un mantenimiento o reparación el cliente pide una cita en un taller Tesla.
La mayoría de tiendas Tesla tienen un taller adjunto. En algunos mercados Tesla instalará tiendas y talleres separados. Los mecánicos móviles (Tesla Rangers) pueden realizar bastantes reparaciones en sus desplazamientos, como revisiones anuales, actualizaciones de software y firmware, cambio de módulos electrónicos y algunos componentes mecánicos. Si la reparación es mayor y requiere un elevador el vehículo se lleva al taller Tesla más próximo.
El mantenimiento de un vehículo eléctrico es muy ventajoso comparado con un vehículo convencional. No se necesita gasolina o gasoil y el mantenimiento es mínimo. Un vehículo con motor térmico tiene por encima de 1000 piezas móviles más que uno eléctrico. A diferencia de los coches de combustión interna no precisa cambios de aceite, correas, bujías, ni filtros de combustible. Con un manejo normal las pastillas y discos de freno no se desgastan porque la frenada principal la hace el freno eléctrico regenerativo.

## Producción
Tesla consiguió 520 reservas del Model S durante la primera semana en que estuvo disponible. En mayo de 2012 tenía 10 000 reservas y para diciembre de 2012 tenía 15 000 reservas netas, tras entregas y cancelaciones.
La edición especial Model S Signature se vendió antes de que comenzaran las entregas en junio de 2012. Un coche pedido en mayo de 2012 se entregaría a mediados de 2013.
En abril de 2013 se canceló la producción del modelo de 40 kWh (144 MJ). Las razones fueron:
- La autonomía era baja y el usuario precisaba disponer de otro vehículo para los viajes.
- Solamente un 4% de los clientes lo habían reservado.
- No era un producto lo suficientemente bueno para los estándares de Tesla.[140]

Los pedidos existentes para el modelo de 40 kWh (144 MJ) se produjeron con baterías de 60 kWh (216 MJ) y por software se limitó su capacidad de carga al 72%.
En el primer trimestre de 2013 se vendieron 4,900 unidades. En 2013 Tesla entregó 22 477 unidades del Model S.
Hasta el tercer trimestre de 2015 las ventas acumuladas globales del Model S alcanzaron las 89 908 unidades. Hasta diciembre de 2015 las ventas acumuladas globales del Model S alcanzaron las 100 000 unidades.
Hasta septiembre de 2016 las ventas acumuladas globales del Model S alcanzaron las 145 177 unidades.
Las entregas comenzaron el 22 de junio de 2012. En 2012 se produjeron 3,100 unidades.
Desde el cuarto trimestre de 2018 Tesla contabilizaba de forma conjunta la producción y entregas del Model S y Model X.

## Centro de Distribución Europeo

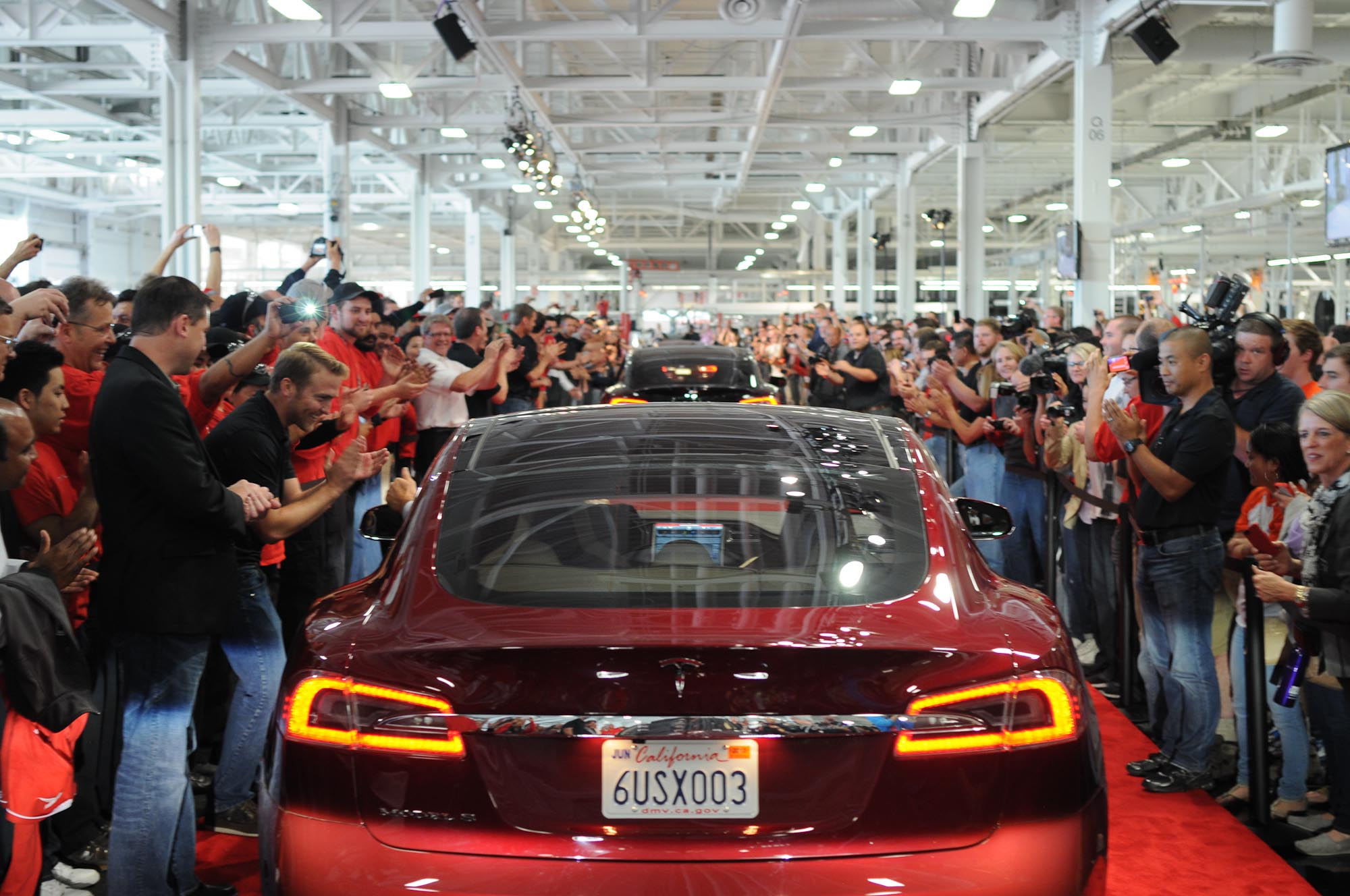
Desfile de las primeras entregas a los clientes celebrado en la fábrica de Fremont, California, el 22 de junio de 2012.

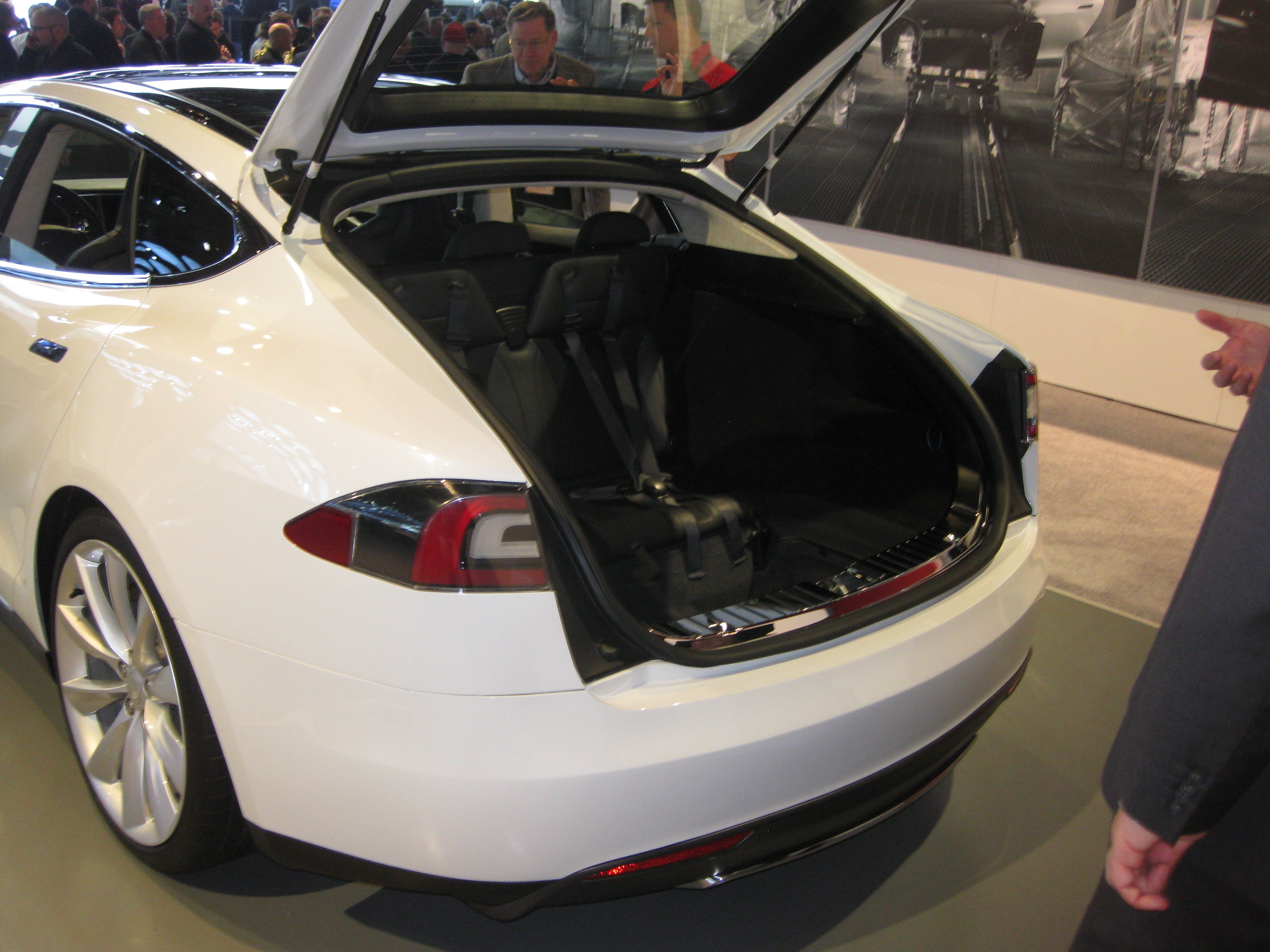
Vista trasera en el Salón del Automóvil Internacional de Norteamérica en enero de 2012.

En diciembre de 2012 comenzaron las operaciones del Centro de Distribución Europeo de Tesla en Tilburg, Países Bajos. Sirve como almacén de refacciones, ensamblaje final y punto de distribución del Model S para Europa. También realiza las operaciones de importación, centro de mantenimiento, capacitación técnica, reacondicionamiento de refacciones y reparaciones de carrocería. El centro tiene 5760 m² (62 000 pies cuadrados).
Los mercados más importantes de Tesla en Europa son:
- Noruega. Con centros de servicio en 2013 en Oslo, Trondheim, Stavanger y Bergen.
- Alemania. Con centros de servicio en 2013 en Múnich, Fráncfort, Düsseldorf y Hamburgo.
- Suiza. Con centros de servicio en 2013 en Zúrich y Ginebra.

## Premios y galardones
- La revista Consumer Reports le otorgó 99 puntos sobre 100. Fue la calificación más alta para un coche en toda su historia. Consumer Reports es una asociación de consumidores independiente que compra anónimamente los productos que luego somete a pruebas muy exigentes. Los productos probados no son los proporcionados por el fabricante sino que son los que cualquier consumidor compraría en la tienda.[176]
- La encuesta de satisfacción de los propietarios del Tesla Model S realizada porConsumer Reports en 2013 reportó 99 sobre 100 puntos, siendo la más alta de su historia.[177] En 2014 alcanzó 98 puntos sobre 100.[178]
- Consumer Reports Best Overall’ 2014 Top Pick (Mejor elección de 2014). Se premió entre más de 260 seleccionados pertenecientes a 10 categorías de coches, SUV y pickup.[179]
- Coche del año 2013 de la revista Motor Trend.[180] La prueba seleccionó 45 coches de 25 modelos diferentes ya que hubo modelos con varias configuraciones. Durante 10 días 11 jueces probaron los vehículos. Entre los 11 finalistas estaban el Porsche 911, el Ford Fusion, el Honda Accord y el Ford C-Max. Por primera vez en los 64 años en que se ha concedido el premio la decisión fue unánime y también por vez primera se otorgó a un vehículo que no tenía motor de gasolina o diésel. Los criterios que valora el premio son: las prestaciones en la funcionalidad del vehículo, la excelencia de su ingeniería, la eficiencia, la seguridad, la relación valor/precio y los avances en el diseño.[181]
- Coche del año 2013 de la revista Automobile.[182]
- Coche del año 2013 de Yahoo! Autos.[183]
- La revista Time selecciónó al Model S de entre los 25 mejores inventos del año 2012.[184]
- Fue seleccionado por la revista Popular Science para su lista Lo mejor de lo nuevo en 2012 y le otorgó el premio Auto Grand Award Winner.[185]
- 2013 World Green Car of the Year.[186]
- CNET Tech Car of the Year for 2012 (Coche tecnológico del año 2012 según CNET)[187]
- Green Car Reports' Best Car To Buy 2013 (Mejor coche a comprar en 2013 según Green Car Reports')[188]
- 2013 AutoGuide Reader's Choice Car of the Year (Elección del lector de AutoGuide para 2013)[189]
- Natural Resources Canada 2013 EcoENERGY for Vehicles Awards in the full-size category (Premio EcoENERGY 2013).[190]
- Finalista de los premios 2014 European Car of the Year awards. Terminó en tercer lugar.[191]
- En 2019 la revista Motor Trend lo premió como el mejor entre los mejores coches del año de los últimos 70 años.[192]

## Récords
- Menor coeficiente aerodinámico en un coche de serie 2013 (Cd=0.24).[25]
- Mayor autonomía en un coche eléctrico de serie 2013 con 426 km (265 millas), según la EPA.[25]
- Mayor autonomía en un coche eléctrico de serie 2020 con 647 km (402 millas) para el Model S Long Range Plus, según la EPA.[119]
- Mayor calificación en pruebas de choque en 2013, según la NHTSA.[86]
- Primer vehículo de serie en montar una pantalla LCD de 17 pulgadas (43,2 cm) (2013).[81]
- Menor riesgo de vuelco en un coche de serie con un 5.7%, según la NHTSA (2013).[86]
- Primer coche de serie en realizar actualizaciones de software habituales por vía telemática (2013).
- Menor tiempo en cruzar los Estados Unidos con un vehículo eléctrico de serie. El 30 de enero de 2014 dos Tesla Model S lo consiguieron entre Los Ángeles y Nueva York recorriendo 5515 km (3427 millas) en 76 horas y 5 minutos. La temperatura mínima que encontraron fue de −20 °C (−4 °F). Tuvieron que tomar desvíos porque dos carreteras estaban cortadas por nieve. Cargaron gratis en estaciones de recarga rápida de Tesla.[193]
- Coche de serie de cinco puertas con la aceleración más rápida del mundo hasta 2014: 0 a 100 km/h (0 a 62 mph) en 3.3 segundos para el Model S P85 D;[51] y en febrero de 2017 de 0 a 60 mph (0 a 97 km/h) en 2.28 segundos con un P100D Ludicrous.[194]
- Coche eléctrico de serie con mayor velocidad en 2014 con 250 km/h (155 mph) para el Model S P85 D.[51]
- Coche de serie de 4 puertas con menor tiempo en 1/4 de milla (402 m): 10.78 segundos con un P100D Ludicrous el 30 de enero de 2017.[195]
- Coche de serie con menor tiempo en 1/4 de milla (402 m): 9.34 segundos con un Model S Plaid. Aceleración de 0 a 60 mph (0 a 97 km/h) en 2.07 segundos.[5]

### Récords de distancia
En mayo de 2012 Elon Musk ofreció un premio para el primero que superara las 400 millas (644 km) con una carga, ya que con 85 kWh (306 MJ) se podría conseguir a una velocidad constante de 36 mph (58 km/h).
La primera marca de 423 millas (681 km) la realizaron en casi 17 horas en noviembre de 2012 David y Adam Metcalf y consiguieron como regalo un cargador de pared para el coche.
Posteriormente los noruegos Bjørn Nyland y Morgan Tørvolt consiguieron hacer 452 millas (727 km) con un P85D en Dinamarca a una media de 36 mph (58 km/h) y sin aire acondicionado.
Con un P100D unos pilotos belgas consiguieron hacer 560 millas (901 km) el 20 de junio de 2017 en 23 horas y 45 minutos.
El 5 de agosto de 2017 cinco conductores italianos consiguieron recorrer 670 millas (1078 km) en 29 horas en la que fue la primera vez en que un coche eléctrico de serie superó los 1000 km (621 millas) con una carga.

## Controversias

### Discrepancia de potencia
El Model S P85 Insane se anunció que tenía una potencia combinada de 691 HP (701 CV; 515 kW), pero algunos propietarios obtuvieron en varias circunstancias un 20% menos en dinamómetro.
Los fabricantes están obligados por las leyes europeas a poner la potencia al eje que se obtenga con el controlador de potencia al máximo, desde una fuente DC cuando se realiza la prueba de homologación en laboratorio, pero no están obligados a mostrar la potencia limitada por la batería. Se deben retirar otros equipos, o se puede añadir potencia a la medida. La potencia real disponible depende de las circunstancias, como ocurre en los coches de combustión interna. En estos hasta 1971 podía ser inferior en un 25 o 30% a la anunciada. La potencia bruta se medía sin el filtro de aire y con el escape desconectado. A partir de 1971 se anunciaba la potencia neta SAE con el escape conectado y el filtro de aire en su sitio.
La potencia en un coche eléctrico con dos motores depende del nivel de carga de la batería, la temperatura, la transferencia de peso entre los ejes y el agarre de cada rueda. En un motor de combustión interna la potencia disminuye con la altura porque el oxígeno disminuye.
Una demanda de 126 propietarios noruegos sobre la potencia de sus Tesla P85D llegó a un acuerdo extrajudicial en diciembre de 2016 por el que Tesla pagó el equivalente a US$7700 (equivalente a $9776 en 2023) a cada propietario.
Tesla dejó de anunciar la potencia de sus vehículos y solamente menciona la velocidad máxima y la aceleración de 0 a 100 km/h (0 a 62 mph).
Hay fórmulas que permiten calcular la potencia aproximada introduciendo el peso del vehículo, el tiempo en recorrer 1/4 de milla (402 m) y la velocidad alcanzada al 1/4 de milla (402 m). El 22 de febrero de 2016 un Model S P85D pesando 4936 libras (2239 kg), como el de la demanda, consiguió  en el 1/4 de milla (402 m) un tiempo de 11.546 segundos y una velocidad de 115,39 mph (185,7 km/h). Según esas fórmulas un coche debería tener entre 649 a 892 HP (658 a 904 CV) (484 a 665 kW) para conseguir esas marcas.
En marzo de 2017 el P100D Ludicrous consiguió ser el coche de serie más rápido en acelerar de 0 a 60 mph (0 a 97 km/h) con 2.28 segundos, según las pruebas de Motor Trend. El 1/4 de milla (402 m) lo hizo en 10.5 segundos alcanzando las 125 mph (201 km/h). El coche pesaba 4891 libras (2219 kg). Según esas fórmulas un coche debería tener entre 839 a 1278 HP (851 a 1296 CV) (626 a 953 kW) para conseguir esas marcas.

## Depreciación
En julio de 2020 el motor de búsqueda de coches iSeeCars analizó la depreciación en 3 años de 6 900 000 coches en Estados Unidos. El vehículo medio se depreciaba un 39% y el coche eléctrico medio se depreciaba un 53%. El vehículo eléctrico que menos se depreciaba en tres años era el Model 3 con un 10.2%, el segundo era el Model X con un 33.9% y el tercero era el Model S con un 36.3%. El BMW i3 se depreciaba un 60.4% y el Nissan Leaf un 60.2%.